# Serie A 2023-2024
La Serie A 2023-2024 è stata la 122ª edizione della massima serie del campionato italiano di calcio (la 92ª a girone unico), disputata tra il 19 agosto 2023 e il 2 giugno 2024 e conclusa con la vittoria dell'Inter, al suo ventesimo titolo, fregiandosi della seconda stella a cinquantotto anni di distanza dalla prima.
Capocannoniere del torneo è stato Lautaro Martínez (Inter) con 24 reti.

## Stagione

### Novità
A sostituire Spezia, Cremonese e Sampdoria, retrocesse in Serie B nella stagione precedente, ci sono Frosinone, vincitore della Serie B 2022-2023 e tornato nella massima serie dopo quattro stagioni d'assenza, Genoa e Cagliari, entrambe tornate nella massima serie dopo una sola stagione.
La regione più rappresentata è la Lombardia, con ben quattro squadre (Atalanta, Inter, Milan e Monza). Con tre squadre il Lazio (Frosinone, Lazio e Roma). Con due club a testa ci sono Campania (Napoli e Salernitana), Emilia-Romagna (Bologna e Sassuolo), Piemonte (Juventus e Torino) e Toscana (Empoli e Fiorentina). Infine, vantano una formazione cadauna Friuli-Venezia Giulia (Udinese), Liguria (Genoa), Sardegna (Cagliari), Puglia (Lecce) e Veneto (Verona).
Viene confermato lo spareggio, reintrodotto la passata stagione, per l'assegnazione dello scudetto e per l'ultimo posto salvezza (il diciassettesimo) in caso di arrivo a pari punti tra due o più squadre, ma cambia la modalità di svolgimento: per l'assegnazione dello scudetto è prevista una gara unica sul campo della meglio piazzata nella classifica avulsa tra le squadre a pari punti, mentre per la salvezza verranno disputate gare di andata e ritorno, con quest'ultima in casa della meglio piazzata nella classifica avulsa; in caso di parità nella gara unica per lo scudetto e di parità di reti complessive al termine della gara di ritorno per la salvezza si procederà con l'esecuzione dei tiri di rigore senza la disputa dei tempi supplementari.
A partire da questa stagione, per effetto della modifica al regolamento della Champions League, le Federazioni iscritte alla UEFA si contendono annualmente un posto aggiuntivo nella nuova fase campionato a 36 squadre, che sostituisce la fase a gironi, della massima competizione continentale. Questo posto extra, denominato European Performance Spot, viene assegnato alle nazioni che si classificano nelle prime due posizioni nel ranking UEFA stagionale. Nel caso dell'Italia ciò comporterebbe la qualificazione di una quinta squadra in Champions League, con scorrimento della classifica fino all'ammissione della sesta o della settima classificata (a seconda dei risultati della Coppa Italia) all'Europa League e, di conseguenza, della settima o dell'ottava classificata alla Conference League.

### Calendario e orari di gioco
Il campionato ha inizio sabato 19 agosto 2023 con i primi anticipi della 1ª giornata, a cui seguono le restanti gare del turno domenica 20 e lunedì 21 agosto. Il campionato si conclude domenica 26 maggio 2024. È previsto un solo turno infrasettimanale, in programma per il 27 settembre 2023, mentre le soste per gli impegni delle nazionali sono quattro, in programma per il 10 settembre, il 15 ottobre e il 19 novembre 2023 e il 24 marzo 2024, per la fase a gironi e gli spareggi delle qualificazioni al campionato europeo 2024.
Per la terza volta, dopo le due stagioni precedenti, il calendario non prevede la simmetria tra gare di andata e gare di ritorno, che si svolgeranno quindi secondo un ordine diverso rispetto all'andata.
Gli orari di gioco previsti sono:
- Sabato: 3 partite
  - 1 anticipo alle 15:00
  - 1 anticipo alle 18:00
  - 1 anticipo alle 20:45
- Domenica: 6 partite
  - 1 anticipo alle 12:30
  - 3 partite alle 15:00
  - 1 posticipo alle 18:00
  - 1 posticipo alle 20:45
- Lunedì: 1 partita
  - 1 posticipo alle 20:45

Nelle giornate che precedono le soste per le nazionali (3ª, 8ª, 12ª e 29ª) e in quella che precede il turno infrasettimanale (5ª), il posticipo del lunedì alle 20:45 può essere sostituito da un anticipo il venerdì alle 20:45. Il turno infrasettimanale della 6ª giornata si disputa mercoledì 27 settembre 2023 con tre partite alle 18:30 e tre alle 20:45, un anticipo al martedì alle 20:45, e tre posticipi al giovedì, due alle 18:30 e uno alle 20:45.
La 1ª giornata si disputa domenica 20 agosto 2023 con due partite alle 18:30 e due alle 20:45, quattro anticipi al sabato, due alle 18:30 e due alle 20:45, e due posticipi al lunedì, uno alle 18:30 e uno alle 20:45. La 2ª giornata si disputa domenica 27 agosto 2023 con due partite alle 18:30 e due alle 20:45, quattro anticipi al sabato, due alle 18:30 e due alle 20:45, e due posticipi al lunedì, uno alle 18:30 e uno alle 20:45. La 3ª giornata si disputa domenica 3 settembre 2023 con due partite alle 18:30 e due alle 20:45, due anticipi al venerdì, uno alle 18:30 e uno alle 20:45, e quattro anticipi al sabato, due alle 18:30 e due alle 20:45.
La 17ª giornata si disputa sabato 23 dicembre 2023 con una partita alle 12:30, due alle 15:00, due alle 18:00 e una alle 20:45, e quattro anticipi al venerdì, due alle 18:30 e due alle 20:45. La 18ª giornata si disputa sabato 30 dicembre 2023 con una partita alle 12:30, due alle 15:00, due alle 18:00 e una alle 20:45, e quattro anticipi al venerdì, due alle 18:30 e due alle 20:45.
La 21ª giornata si disputa domenica 21 gennaio 2024 con una partita alle 12:30, una alle 15:00, una alle 18:00 e una alle 20:45, e due anticipi al sabato, uno alle 18:00 e uno alle 20:45. Quattro partite vengono rinviate rispettivamente al 14, 22 e 28 febbraio 2024, alle 19:00, 20:45, 18:00 e 20:45, per le squadre partecipanti alla Supercoppa italiana. La 30ª giornata si disputa sabato 30 marzo 2024 con una partita alle 12:30, due alle 15:00, una alle 18:00 e una alle 20:45, e quattro posticipi al lunedì, uno alle 12:30, due alle 15:00, uno alle 18:00 e uno alle 20:45. La 38ª giornata si disputa domenica 26 maggio 2024 con due partite alle 18:00 e quattro alle 20:45, un anticipo al giovedì alle 20:45, uno al venerdì alle 20:45, e due al sabato, uno alle 18:00 e uno alle 20:45.

### Calciomercato

#### Sessione estiva

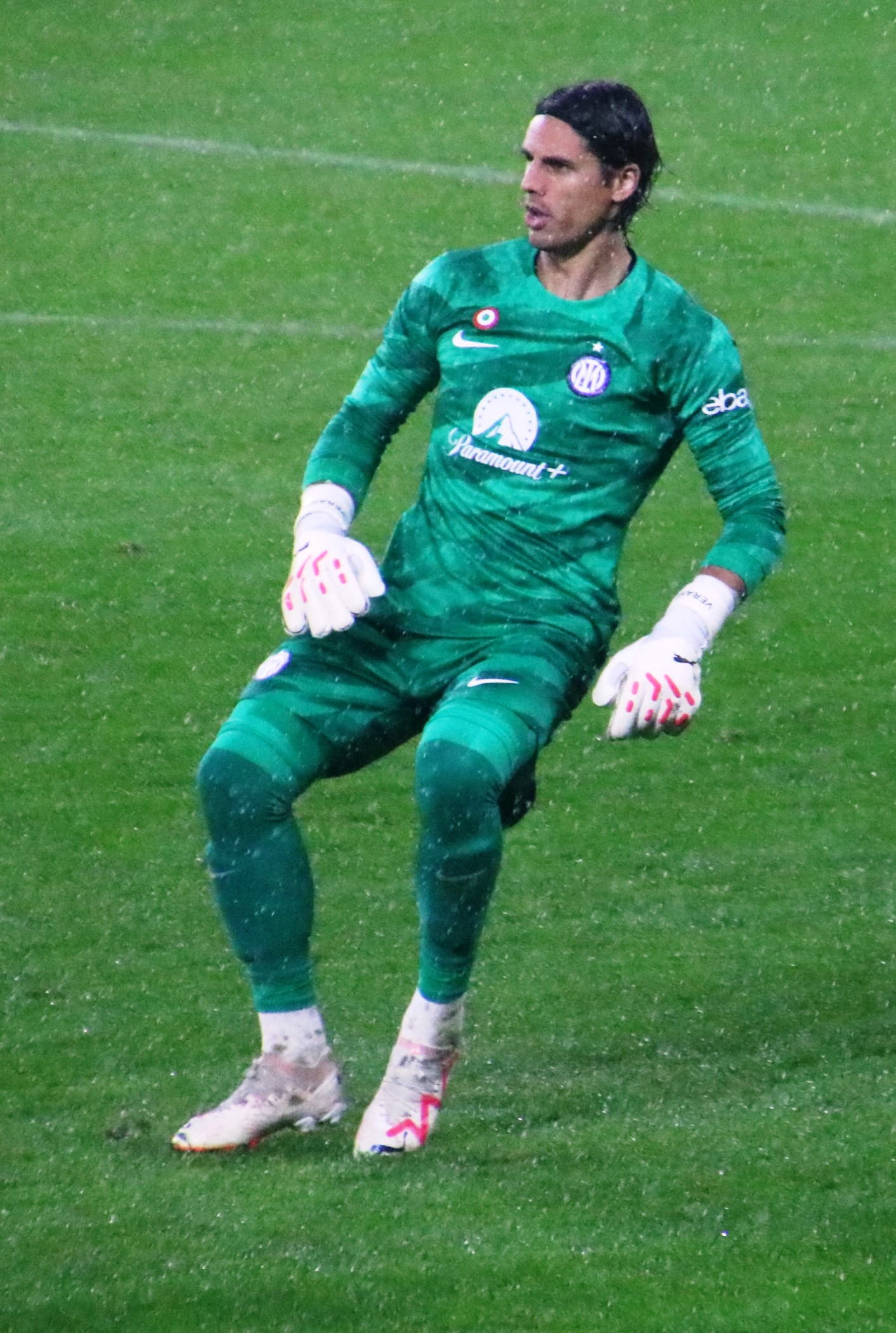
Yann Sommer, nuovo numero uno dell': lo svizzero emergerà come uno dei migliori portieri del campionato.

Il Napoli campione in carica saluta Spalletti e affida la panchina a Garcia, che torna in Serie A sette anni dopo l'esperienza sulla panchina della Roma. Gli azzurri cedono il difensore Kim, uno dei protagonisti della vittoria del campionato nella stagione precedente, e lo sostituiscono con Natan dal RB Bragantino. Saluta anche il centrocampista Ndombele, che fa ritorno al Tottenham, venendo sostituito da Cajuste, acquistato dallo Stade Reims. In attacco Lozano torna al PSV e viene rimpiazzato da Lindstrøm dall'Eintracht Francoforte. L'Inter, considerata l'avversaria più accreditata alla vigilia del torneo, opera un rinnovamento della rosa: i nerazzurri cedono il portiere Onana al Manchester Utd dopo una sola stagione e lo sostituiscono con Sommer dal Bayern Monaco. Saluta anche il capitano Handanovič dopo undici anni in nerazzurro. In difesa Škriniar e D'Ambrosio non rinnovano i loro contratti e vengono sostituiti da Pavard dal Bayern Monaco e Bisseck dall'Aarhus. A centrocampo saluta Brozović, ceduto all'Al-Nassr, e arriva Frattesi dal Sassuolo. Lasciano anche Bellanova e Gosens, che si accasano rispettivamente al Torino e all'Union Berlino, rimpiazzati da Cuadrado, arrivato da svincolato dalla Juventus, e Carlos Augusto, acquistato dal Monza. In attacco, i meneghini congedano Lukaku, Džeko e Correa e accolgono Thuram, arrivato a parametro zero dal Borussia M'gladbach, Arnautović, acquistato dal Bologna e Sánchez, di ritorno da svincolato dopo l'esperienza all'Olympique Marsiglia.
Tra le altre squadre pretendenti al titolo, il Milan cede Tonali al Newcastle Utd ma compie una massiccia campagna di rafforzamento: i rossoneri acquistano i centrocampisti Loftus-Cheek, Reijnders e Musah, rispettivamente dal Chelsea, dall'AZ Alkmaar e dal Valencia, e gli attaccanti Pulisic, Okafor e Chukwueze, rispettivamente dai londinesi, dal Salisburgo e dal Villarreal. Oltre a Tonali, salutano anche i centrocampisti Díaz, che fa ritorno al Real Madrid, e De Ketelaere, ceduto all'Atalanta, insieme agli attaccanti Rebić e Messias, che passano al Beşiktaş e al Genoa. La Juventus congeda il succitato Cuadrado, il centrocampista Paredes e l'attaccante Di María, e accoglie il centrocampista Weah dal Lilla, oltre al centrale González dal Valencia.

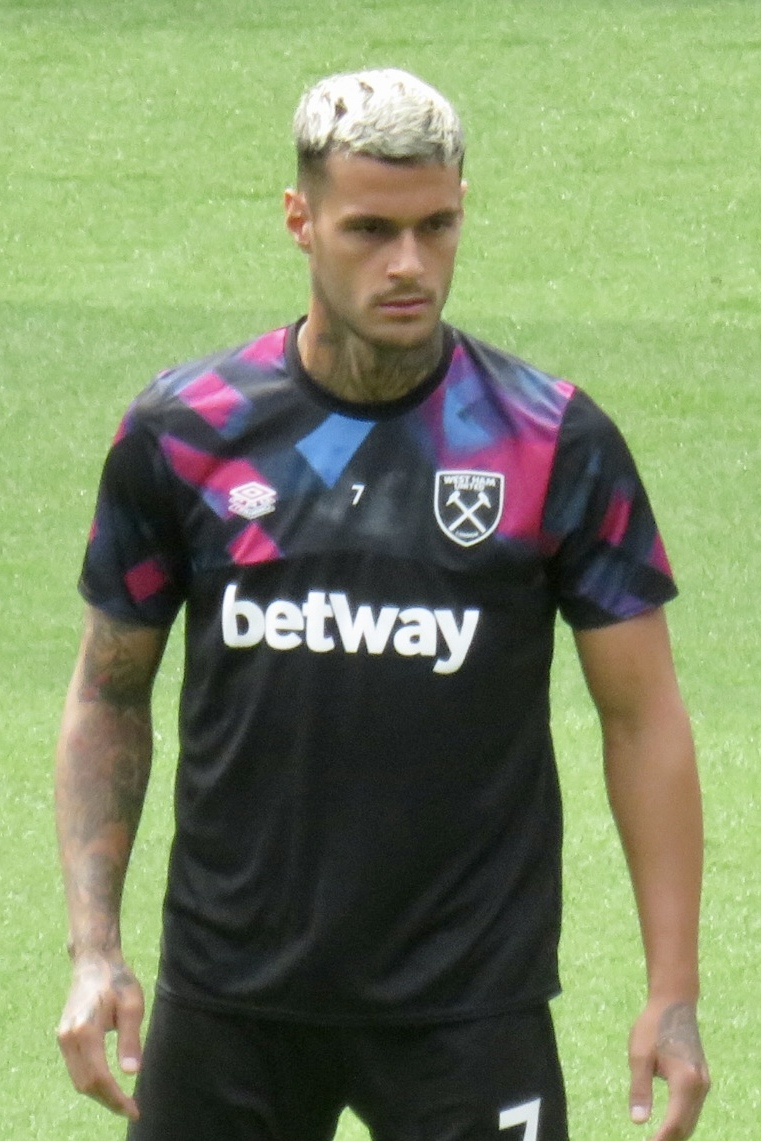
Gianluca Scamacca, acquisto estivo dell': il centravanti, superate le difficoltà iniziali, si rivela un protagonista della stagione dei nerazzurri.

Tra le squadre accreditate per la qualificazione in Champions League, la Lazio cede il centrocampista Milinković-Savić all'Al-Hilal e acquista i centrocampisti Rovella dalla Juventus, Kamada, svincolato dopo l'esperienza all'Eintracht Francoforte, e Guendouzi dall'Olympique Marsiglia. Inoltre in biancoceleste arrivano anche gli attaccanti Isaksen dal Midtjylland e Castellanos dal New York City. La Roma cede il difensore Ibañez all'Al-Ahli e il centrocampista Matić al Rennes, ma si rinforza con gli acquisti del difensore N'Dicka, arrivato a parametro zero dall'Eintracht Francoforte, e dei centrocampisti Aouar, Paredes e Sanches, il primo a parametro zero dopo l'esperienza all'Olympique Lione e gli altri due dal Paris Saint-Germain. In attacco arrivano Azmoun dal Bayer Leverkusen e soprattutto Lukaku dal Chelsea, dopo la fine dell'esperienza all'Inter. L'Atalanta cede l'attaccante Højlund al Manchester Utd e lo sostituisce con Touré dall'Almería e Scamacca dal West Ham Utd.
Tra le altre squadre, la Fiorentina cede gli attaccanti Cabral e Jović, rispettivamente al Benfica e al Milan, e li sostituisce con Nzola dallo Spezia e Beltrán dal River Plate. I viola cedono anche il centrocampista Amrabat al Manchester Utd e prendono Lopez dal Sassuolo. Il Torino acquista l'attaccante Zapata dall'Atalanta, mentre il Bologna acquista il difensore Beukema e l'attaccante Karlsson dall'AZ Alkmaar, il centrocampista Remo Freuler dal Nottingham Forest e l'attaccante Alexis Saelemaekers dal Milan. Tra le neopromosse, il Frosinone prende Kaio Jorge e Matías Soulé dalla Juventus, il Genoa acquista l'attaccante Retegui dal Tigre, mentre il Cagliari accoglie Petagna dal Monza, che lo rimpiazza con Colombo dal Milan, e Shomurodov dalla Roma.

#### Sessione invernale
Le squadre più attive nel mercato invernale sono il Napoli e la Roma, con l'obiettivo di migliorare il rendimento del girone d'andata. Gli azzurri acquistano il difensore Mazzocchi dalla Salernitana, i centrocampisti Dendoncker e Traorè, rispettivamente dall'Aston Villa e dal Bournemouth, e l'attaccante Ngonge dal Verona; salutano, invece, il difensore Zanoli, che passa alla Salernitana, i centrocampisti Elmas e Gaetano, ceduti rispettivamente al RB Lipsia e al Cagliari, e l'attaccante Zerbin, che si trasferisce al Monza. I giallorossi accolgono i difensori Huijsen e Angeliño, rispettivamente dalla Juventus e dal RB Lipsia, e l'attaccante Baldanzi dall'Empoli; vengono ceduti il difensore Kumbulla, che passa al Sassuolo, e l'attaccante Belotti, che si trasferisce alla Fiorentina. I viola prendono anche il difensore Faraoni dal Verona.
L'Inter e la Juventus, invece, si limitano a puntellare la rosa: i nerazzurri acquistano il centrocampista Buchanan dal Club Bruges, mentre i bianconeri prendono il difensore Djaló dal Lilla e il centrocampista Alcaraz dal Southampton. Anche il Milan non effettua operazioni di rilievo, limitandosi a rinforzare la difesa con gli arrivi di Gabbia dal Villarreal e di Terracciano dal Verona; vengono ceduti il centrocampista Krunić al Fenerbahçe e l'attaccante Romero all'Almería.
Tra le altre, il Torino prende i difensori Lovato e Masina, rispettivamente dalla Salernitana e dall'Udinese, e l'attaccante Okereke dalla Cremonese. Il Genoa cede il difensore Drăgușin al Tottenham e acquista l'attaccante Vitinha dall'Olympique Marsiglia. Il Monza, oltre al sopracitato Zerbin, prende l'attaccante Đurić dal Verona, l'Empoli acquista il centrocampista Żurkowski dallo Spezia mentre la Salernitana, oltre a Zanoli, si rinforza con gli arrivi dei difensori Boateng e Manōlas. Il Verona, in un mercato contrassegnato da diverse cessioni di rilievo, prende tra gli altri il centrocampista Suslov dal Groningen e l'attaccante Noslin dal Fortuna Sittard.

### Avvenimenti

#### Girone di andata

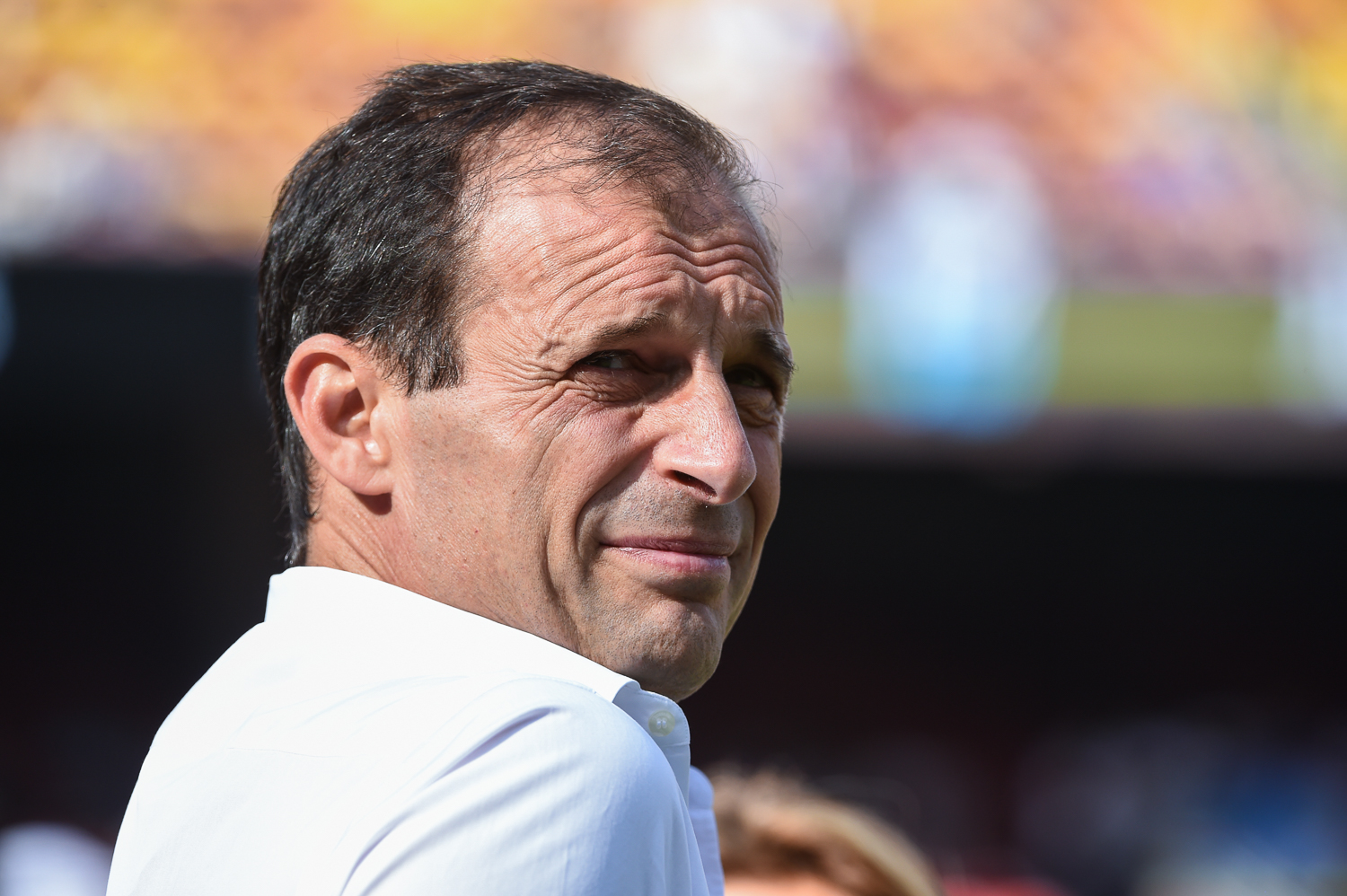
Massimiliano Allegri, al terzo e ultimo anno della sua seconda esperienza alla, tiene i bianconeri in lotta per il titolo nella prima parte di campionato, prima di un vistoso calo e dell'esonero a due turni dal termine del torneo.

L'avvio di campionato vede Inter e Milan fare bottino pieno nelle prime tre giornate: i nerazzurri evidenziano un'ottima tenuta difensiva e un attacco prolifico, al pari dei rossoneri, tra cui si dimostrano prontamente integrati i nuovi acquisti. Alle spalle delle milanesi ci sono la Juventus e la rivelazione Lecce, capace di rimanere imbattuto nelle prime tre gare. I campioni in carica del Napoli ottengono due vittorie, prima di essere battuti in casa dalla Lazio, che si risolleva dopo un inizio difficile. Tra le altre squadre in difficoltà, si segnalano la Roma e l'Udinese, che raccolgono rispettivamente uno e due punti. Altre sorprese sono il Frosinone, capace addirittura di imporsi sull'Atalanta, e il Verona, che conquista sei punti, perdendo soltanto in casa del Sassuolo.
Alla ripresa dalla sosta per gli impegni delle nazionali, l'Inter batte nettamente il Milan per 5-1 nel derby meneghino e si prende la vetta solitaria della classifica. Il Frosinone rimonta il Sassuolo proseguendo la striscia di risultati utili, mentre la Roma trova il primo successo stagionale vincendo per 7-0 contro l'Empoli: la pesante sconfitta determina il primo cambio di guida tecnica stagionale, con Zanetti che viene sostituito da Andreazzoli. Dopo la sconfitta nella stracittadina, il Milan ottiene quattro vittorie in altrettante gare e all'8ª giornata supera l'Inter in testa alla classifica, approfittando dei passi falsi dei nerazzurri contro il Sassuolo e il Bologna. Alle spalle delle milanesi si insediano la Juventus e la Fiorentina, con i viola capaci di imporsi anche in casa del Napoli, evidenziando l'inizio di stagione altalenante degli azzurri. Le due romane migliorano la classifica dopo le difficoltà iniziali, con la Lazio che coglie la vittoria casalinga contro l'Atalanta. Se il Verona non riesce a dare continuità all'ottimo avvio, avvicinandosi alla zona retrocessione, il Frosinone e il Lecce si confermano tra le rivelazioni iniziali. Nella parte bassa della graduatoria si segnala la crisi di risultati della Salernitana, con i granata che esonerano Sousa e accolgono in panchina Filippo Inzaghi.

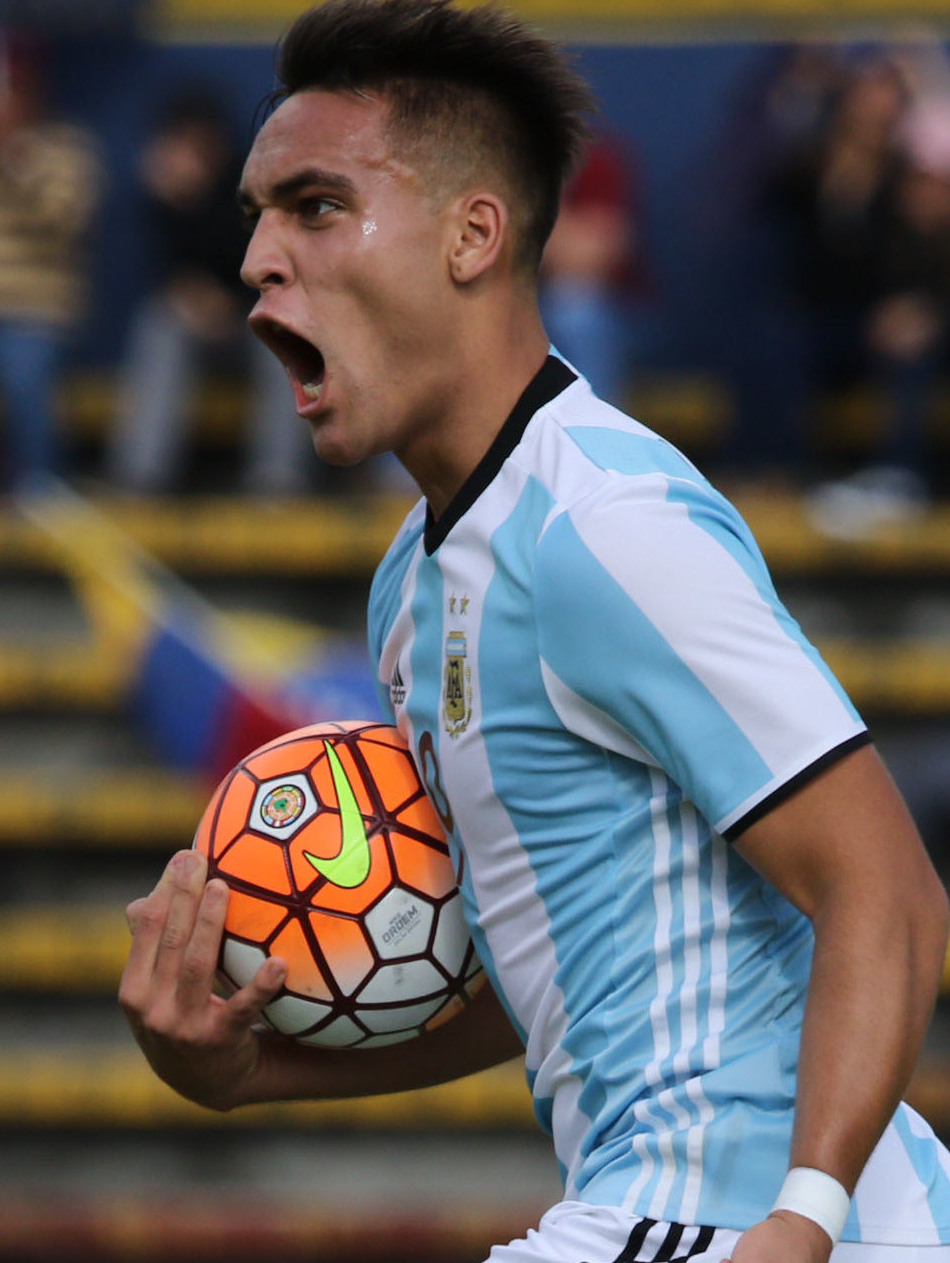
L'argentino Lautaro Martínez, trascinatore dell'Inter campione d'Italia con le sue marcature: l'argentino chiude il torneo da capocannoniere grazie alle 24 reti in 33 presenze.

Alla 9ª giornata, al ritorno dalla sosta per le nazionali di ottobre, il Milan perde la vetta solitaria della classifica a vantaggio dell'Inter: i rossoneri, infatti, vengono battuti in casa dalla Juventus, mentre i nerazzurri si impongono in trasferta contro il Torino. Nelle tre giornate successive l'Inter raccoglie altrettante vittorie e allunga a otto punti dai rivali cittadini, capaci di totalizzare solo due punti. Nel frattempo la Juventus sale al secondo posto: i bianconeri, dopo il successo nello scontro diretto con il Milan, fanno bottino pieno anche nei tre turni seguenti restando a sole due lunghezze dall'Inter capolista. La Fiorentina perde terreno dalla Juventus incassando tre sconfitte consecutive, compreso lo scontro diretto con i bianconeri, prima di superare il Bologna. Il Napoli, pur entrando in zona Champions, continua a evidenziare un rendimento altalenante e alla 12ª giornata cade in casa con l'Empoli: la sconfitta determina l'esonero di Garcia e il ritorno sulla panchina degli azzurri di Mazzarri. Da registrare la flessione di Frosinone e Lecce, dopo un ottimo avvio di stagione, mentre il Verona scende in zona retrocessione, venendo superato da Empoli ed Udinese, che beneficia del cambio di guida tecnica tra Sottil e Cioffi.
Lo scontro diretto della 13ª giornata tra Inter e Juventus, programmato al ritorno dalla sosta per le nazionali di novembre, termina in parità per 1-1 e lascia invariate le distanze in classifica tra le due contendenti. I nerazzurri e i bianconeri fanno bottino pieno anche nei due turni successivi, battendo entrambe un Napoli sempre più in difficoltà nonostante l'arrivo in panchina di Mazzarri. La 15ª giornata, che vede il Milan perdere con l'Atalanta e allontanarsi dalla vetta della classifica, fa registrare l'aggancio del Bologna al quarto posto occupato dalla Roma. Nel turno successivo, complice il pareggio della Juventus sul campo del Genoa, l'Inter allunga a quattro lunghezze dai bianconeri, ma già alla 18ª giornata la Juventus ricuce le distanze, sfruttando un pareggio dei nerazzurri proprio contro i liguri. Nello stesso turno, nella parte bassa della graduatoria, la Salernitana coglie un successo nello scontro diretto con il Verona e avvicina il Cagliari, al diciassettesimo posto in coabitazione con i veronesi. Nel frattempo la Fiorentina, reduce da tre vittorie di fila, si insedia in zona Champions, scavalcando la Roma e il Bologna. Nell'ultima giornata del girone d'andata l'Inter supera il Verona in casa e si laurea campione d'inverno a due anni di distanza dalla volta precedente, conservando i due punti di vantaggio sulla Juventus, vittoriosa sul campo della Salernitana. Mentre il Milan è terzo al giro di boa, il Napoli evidenzia la sua crisi di risultati, perdendo nettamente sul campo del Torino e chiudendo il girone d'andata al nono posto a venti punti di distanza dalla vetta della classifica.

#### Girone di ritorno

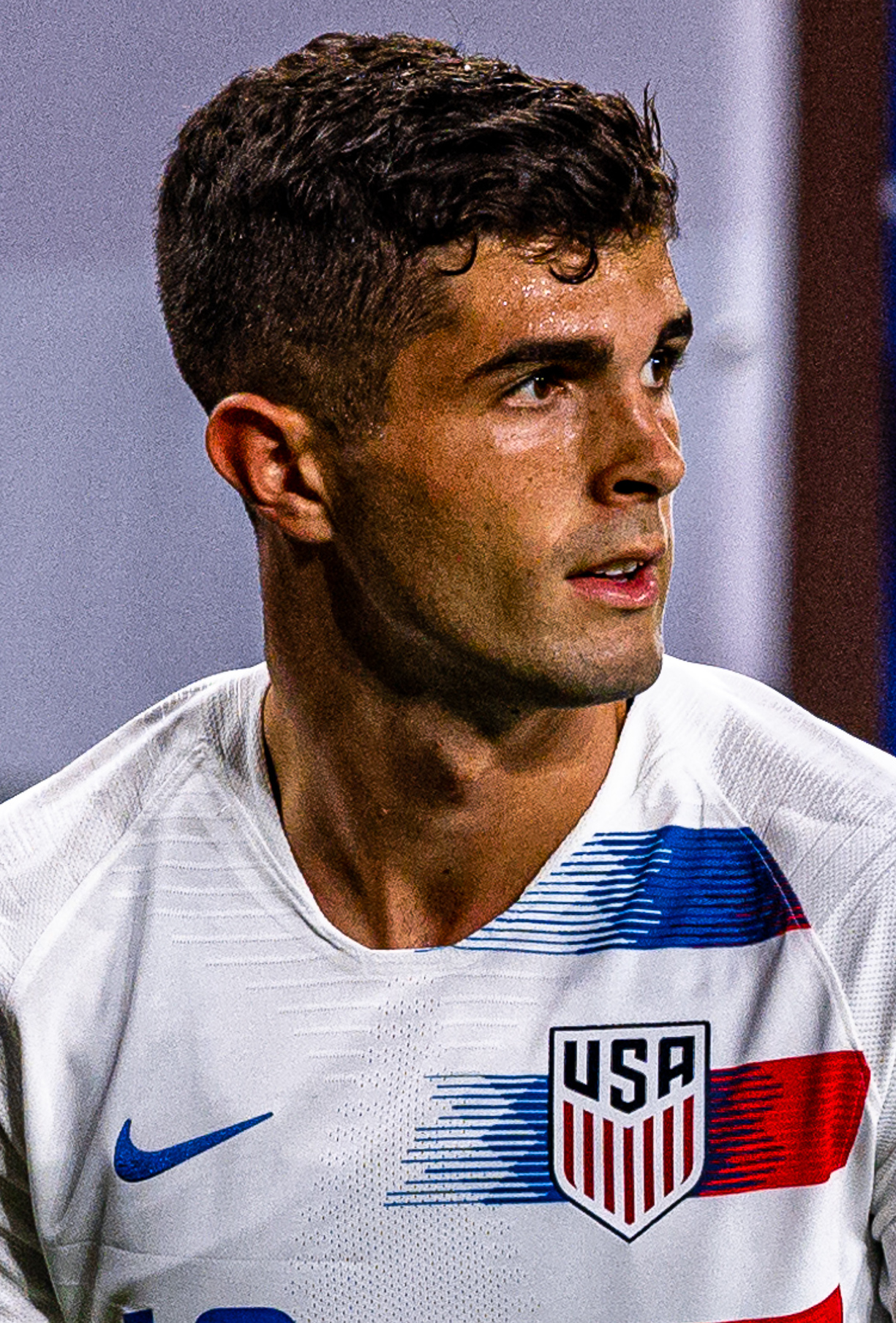
Christian Pulisic, arrivato al in estate, emerge come uno dei protagonisti della stagione dei rossoneri.

Il girone di ritorno si apre con due successi per Inter e Juventus, che mantengono inalterate le distanze in classifica. Alle spalle delle due rivali per il titolo, il Milan rinsalda il suo terzo posto battendo la Roma: la sconfitta dei giallorossi determina l'esonero di Mourinho, che viene sostituito da De Rossi. Alla 21ª giornata, complice il rinvio della partita Inter-Atalanta per la partecipazione dei nerazzurri milanesi alla Supercoppa italiana e il successo della Juventus contro il Lecce, i bianconeri si prendono il primato solitario della classifica, ma già alla giornata successiva i nerazzurri tornano in testa alla graduatoria: i piemontesi, infatti, impattano contro l'Empoli mentre i meneghini superano la Fiorentina. Alla 23ª giornata lo scontro diretto tra le due rivali si risolve con una vittoria dell'Inter per 1-0, che distanzia di quattro punti la Juventus. Nel frattempo la Roma beneficia del cambio di guida tecnica, raccogliendo tre successi consecutivi.
Il divario tra le due contendenti per il titolo aumenta tra la 24ª e la 25ª giornata: l'Inter vince in rimonta con la Roma all'Olimpico e poi supera tra le mura amiche la Salernitana, nel frattempo affidata a Liverani dopo l'esonero di Inzaghi, mentre la Juventus perde contro l'Udinese in casa e pareggia contro il Verona, scivolando a nove lunghezze dalla vetta. I bianconeri si vedono avvicinati al secondo posto dal Milan, seppure i rossoneri alla 25ª giornata perdano contro il Monza. La lotta per la zona Champions fa registrare il duello tra l'Atalanta e il Bologna, che si conferma la rivelazione del campionato, con le romane e la Fiorentina a inseguire. Il Napoli, non avendo beneficiato del cambio di guida tecnica, esonera anche Mazzarri e ingaggia Calzona. Nella parte bassa della classifica, si evidenziano le difficoltà del Sassuolo, invischiato nella lotta per non retrocedere e terzultimo al pari del Verona: i neroverdi, alla luce della sconfitta nello scontro diretto con l'Empoli alla 26ª giornata, esonerano Dionisi e si affidano a Ballardini dopo un breve interregno di Bigica. Nel recupero della 21ª giornata, l'Inter supera l'Atalanta e si porta a dodici lunghezze dalla Juventus, lanciandosi verso la conquista del tricolore.

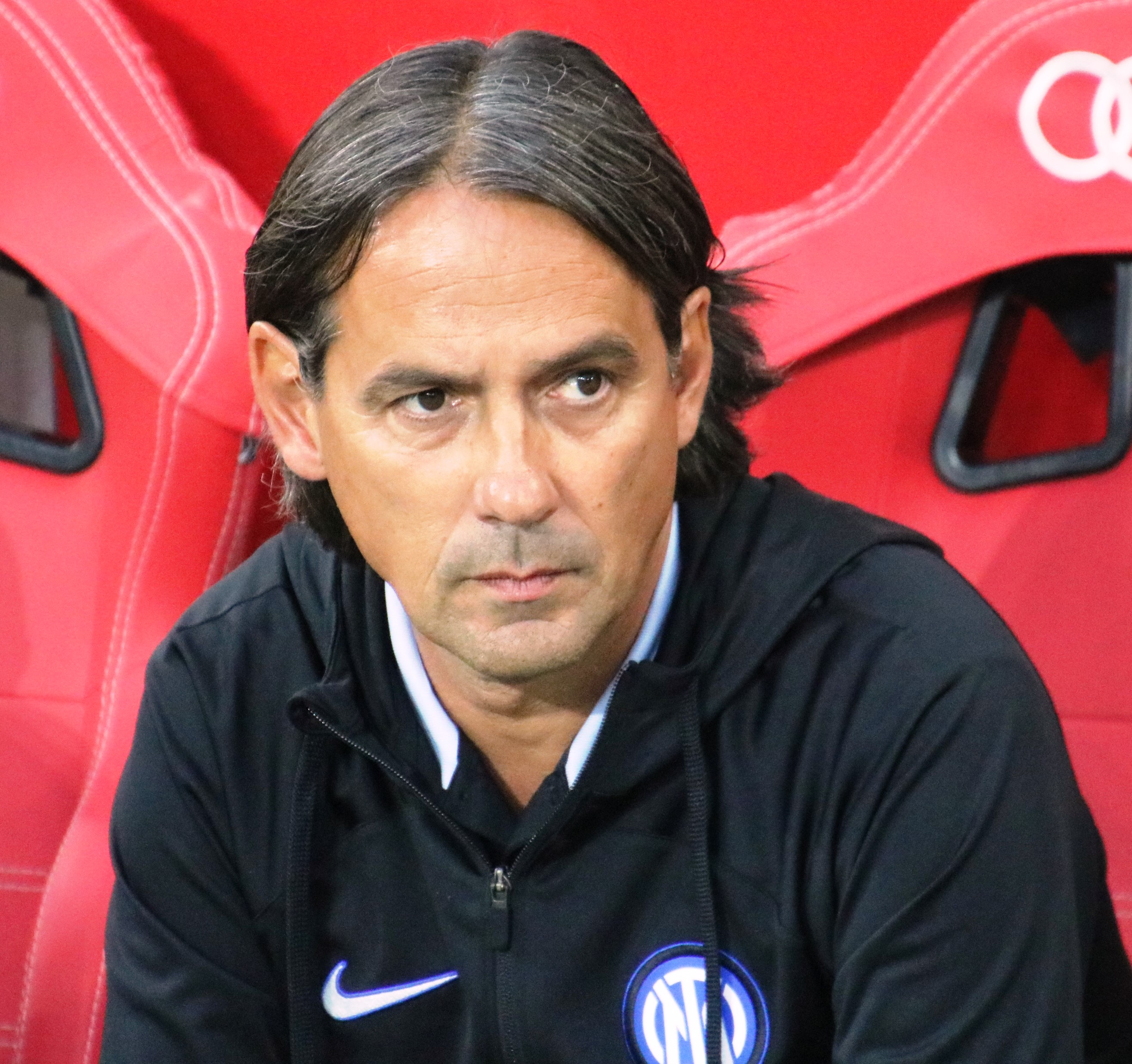
Simone Inzaghi, alla terza stagione alla guida dell'Inter, vince il suo primo campionato italiano e centra la conquista della seconda stella a cinquantotto anni dalla prima.

I meneghini aumentano il distacco dai torinesi a quindici punti già nel turno successivo, per effetto della vittoria contro il Genoa e della sconfitta dei bianconeri sul campo del Napoli. Se il Milan avvicina il secondo posto della Juventus, il Bologna, nel frattempo salito al quarto posto solitario, batte nello scontro diretto l'Atalanta, che viene scavalcata anche dalla Roma, capace di infilare nuovamente tre successi consecutivi. In coda alla graduatoria, il Verona supera il Sassuolo, relegandolo al penultimo posto solitario e avvicinando Udinese e Frosinone, protagonista di un vistoso calo di risultati nella seconda parte di stagione. Alla 28ª giornata si registra il sorpasso del Milan ai danni della Juventus, complice il successo dei rossoneri con l'Empoli e il pareggio dei bianconeri con l'Atalanta, mentre l'Inter supera anche il Bologna e centra la decima vittoria consecutiva. Nello stesso turno ottengono successi importanti il Cagliari, il Verona e l'Udinese, che battono rispettivamente la Salernitana, il Lecce e la Lazio. I pugliesi e i laziali sono protagonisti di altri due avvicendamenti in panchina, con D'Aversa che viene sostituito da Gotti e Sarri che, dopo una breve parentesi di Martusciello a seguito delle dimissioni del tecnico toscano, è avvicendato da Tudor. Nel frattempo l'Inter viene fermata sul pareggio dal Napoli, interrompendo la sua striscia di vittorie consecutive, mentre il Milan consolida il secondo posto e allunga sulla Juventus, alle prese con un vistoso calo di rendimento.
Al ritorno dalla sosta per le nazionali di marzo, l'Inter ottiene un altro successo e mantiene inalterato il vantaggio di quattordici lunghezze sul secondo posto occupato dal Milan. La Juventus viene sconfitta dalla Lazio e si vede avvicinata dal Bologna. Il Napoli conferma le difficoltà della sua stagione ed esce battuto in casa contro l'Atalanta, vedendo allontanarsi i piazzamenti europei. In coda, se la situazione della Salernitana sembra ormai compromessa, sono in sette a contendersi la salvezza, racchiuse in cinque punti. Nelle due giornate successive le milanesi ottengono una vittoria e un pareggio ciascuna, mantenendo invariata la distanza in vetta alla classifica alla vigilia del derby. Anche la Juventus coglie un successo e un pari contro Fiorentina e Torino e, complici i passi falsi di Bologna e Atalanta, rinsalda il terzo posto. Nel frattempo la Roma si avvicina al quarto posto, facendo suo il derby della 31ª giornata. Nella lotta per evitare la retrocessione, è da segnalare il rendimento del Cagliari, capace di ottenere cinque punti contro Atalanta, Inter e Juventus. Alla 33ª giornata arriva il primo verdetto stagionale: l'Inter supera il Milan per 2-1 nella stracittadina e conquista il ventesimo scudetto della sua storia con cinque giornate d'anticipo, staccando i rivali cittadini nell'albo d'oro del campionato e raggiungendo la seconda stella, a cinquantotto anni dalla prima.

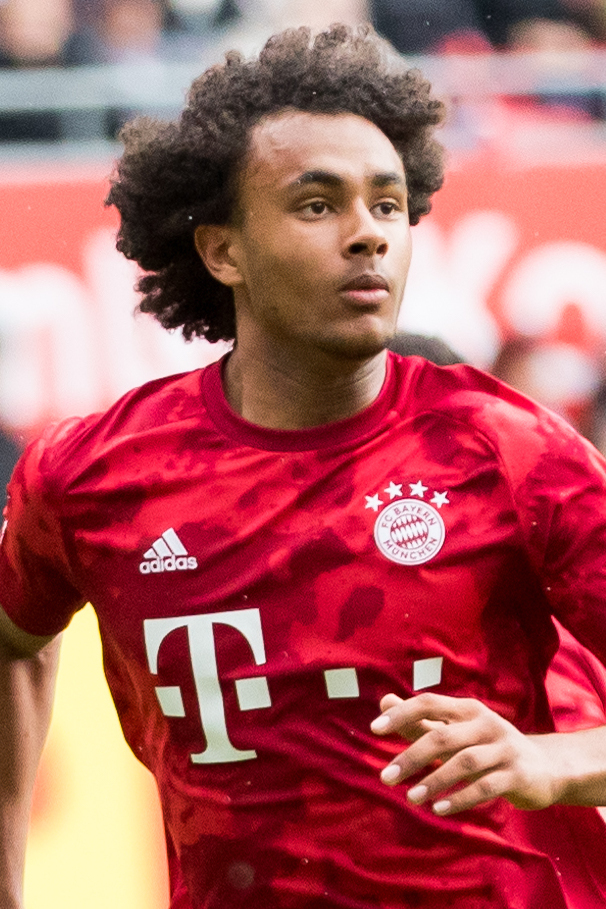
Joshua Zirkzee, rivelazione del, che fa ritorno nella massima competizione europea dopo sessant'anni.

Nella giornata successiva, dopo l'Inter, anche il Milan ottiene la qualificazione matematica alla Champions League, grazie al pareggio in casa della Juventus e al contestuale pari della Roma quinta in classifica: i risultati stagionali dei club italiani nelle coppe europee, infatti, avevano determinato un slot aggiuntivo per la Serie A nella massima competizione continentale, complice l'allargamento delle partecipanti. Nello stesso turno la Salernitana (nel frattempo affidata a Colantuono, quarto allenatore stagionale) perde per 3-0 contro il Frosinone, e viene declassata in Serie B dopo tre stagioni in massima serie, mentre il Genoa ottiene la salvezza ancor prima di scendere in campo contro il Cagliari. Alla 36ª giornata, la vittoria dell'Atalanta sulla Roma certifica il sorpasso dei bergamaschi sui capitolini al quinto posto ma anche la qualificazione matematica in Champions League per Juventus e Bologna: per i felsinei, in particolare, si tratta del ritorno nella massima competizione europea dopo sessant'anni dall'ultima partecipazione; per i bianconeri, che nelle ultime due giornate chiamano in panchina Montero dopo l'esonero di Allegri, si tratta invece del ritorno in Champions dopo un solo anno di assenza. Nello stesso turno raggiunge la salvezza anche il Lecce, ancor prima di scendere in campo contro l'Udinese di Cannavaro (nel frattempo subentrato alla guida dei friulani), che vincendo al Via del mare esce dalla zona retrocessione.
Alla 37ª giornata retrocede matematicamente anche il Sassuolo, che torna in Serie B dopo undici anni consecutivi in massima serie: la sconfitta contro il Cagliari, che ottiene la salvezza anticipata vincendo proprio questa partita e la vittoria del Frosinone a Monza risultano definitivamente fatali per la squadra neroverde. Nella stessa giornata, vincendo per 2-1 in casa della già retrocessa Salernitana, si salva aritmeticamente anche il Verona, protagonista di un ottimo girone di ritorno malgrado la cessione per motivi economici nel mercato di gennaio di tutti i giocatori che avevano mercato (14 più il cannoniere della Primavera Siren Diao). L'ultimo verdetto in zona retrocessione arriva all'ultima giornata: a causa della sconfitta casalinga nello scontro diretto contro l'Udinese e della contestuale vittoria interna dell'Empoli contro la Roma, il Frosinone torna in Serie B dopo un solo anno in massima serie. La vittoria dell'Atalanta sul Torino determina il sorpasso al Bologna al quarto posto e l'esclusione della Roma dalla Champions League, con i giallorossi che devono accontentarsi della qualificazione in Europa League: la conquista dell'Europa League da parte dei bergamaschi, infatti, avrebbe garantito un ulteriore slot per le squadre italiane nella massima competizione europea nel caso l'Atalanta stessa non si fosse classificata tre le prime quattro in campionato. Il quadro delle qualificate alle competizioni europee si completa con la Lazio, che si garantisce l'accesso all'Europa League, e la Fiorentina, che accede in Conference League. Il capocannoniere del campionato è il centravanti dell'Inter Lautaro Martínez, grazie alle 24 reti realizzate in 33 presenze: l'argentino viene anche premiato come MVP del torneo.

## Squadre partecipanti
| Club        | Stagione | Città         | Stadio                                              | Stagione precedente                           |
| ----------- | -------- | ------------- | --------------------------------------------------- | --------------------------------------------- |
| Atalanta    | dettagli | Bergamo       | Gewiss Stadium                                      | 5º posto in Serie A                           |
| Bologna     | dettagli | Bologna       | Stadio Renato Dall'Ara                              | 9º posto in Serie A                           |
| Cagliari    | dettagli | Cagliari      | Unipol Domus                                        | 5º posto in Serie B, promosso dopo i play-off |
| Empoli      | dettagli | Empoli (FI)   | Stadio Carlo Castellani                             | 14º posto in Serie A                          |
| Fiorentina  | dettagli | Firenze       | Stadio Artemio Franchi                              | 8º posto in Serie A                           |
| Frosinone   | dettagli | Frosinone     | Stadio Benito Stirpe                                | 1º posto in Serie B, promosso                 |
| Genoa       | dettagli | Genova        | Stadio Luigi Ferraris                               | 2º posto in Serie B, promosso                 |
| Inter       | dettagli | Milano        | Stadio Giuseppe Meazza                              | 3º posto in Serie A                           |
| Juventus    | dettagli | Torino        | Juventus Stadium                                    | 7º posto in Serie A                           |
| Lazio       | dettagli | Roma          | Stadio Olimpico                                     | 2º posto in Serie A                           |
| Lecce       | dettagli | Lecce         | Stadio Via del mare                                 | 16º posto in Serie A                          |
| Milan       | dettagli | Milano        | Stadio Giuseppe Meazza                              | 4º posto in Serie A                           |
| Monza       | dettagli | Monza         | Stadio Brianteo                                     | 11º posto in Serie A                          |
| Napoli      | dettagli | Napoli        | Stadio Diego Armando Maradona                       | 1º posto in Serie A                           |
| Roma        | dettagli | Roma          | Stadio Olimpico                                     | 6º posto in Serie A                           |
| Salernitana | dettagli | Salerno       | Stadio Arechi                                       | 15º posto in Serie A                          |
| Sassuolo    | dettagli | Sassuolo (MO) | Mapei Stadium – Città del Tricolore (Reggio Emilia) | 13º posto in Serie A                          |
| Torino      | dettagli | Torino        | Stadio Olimpico Grande Torino                       | 10º posto in Serie A                          |
| Udinese     | dettagli | Udine         | Stadio Friuli                                       | 12º posto in Serie A                          |
| Verona      | dettagli | Verona        | Stadio Marcantonio Bentegodi                        | 17º posto in Serie A                          |

## Allenatori e primatisti
| Squadra     | Allenatore | Giocatore più presente (tra parentesi il numero delle presenze)        | Capocannoniere (tra parentesi il numero dei gol segnati) |
| ----------- | --- | ---------------------------------------------------------------------- | -------------------------------------------------------- |
| Atalanta    | Gian Piero Gasperini | Berat Djimsiti (37)                                                    | Teun Koopmeiners, Gianluca Scamacca (12)                 |
| Bologna     | Thiago Motta | Michel Aebischer (36)                                                  | Joshua Zirkzee (11)                                      |
| Cagliari    | Claudio Ranieri | Gabriele Zappa (38)                                                    | Nicolas Viola (5)                                        |
| Empoli      | Paolo Zanetti (1ª-4ª) Aurelio Andreazzoli (5ª-20ª) Davide Nicola (21ª-38ª)                                                   | Sebastiano Luperto (38)                                                | M'Baye Niang (6)                                         |
| Fiorentina  | Vincenzo Italiano | Nikola Milenković (34)                                                 | Nicolás González (12)                                    |
| Frosinone   | Eusebio Di Francesco | Enzo Barrenechea, Marco Brescianini, Matías Soulé, Walid Cheddira (36) | Matías Soulé (11)                                        |
| Genoa       | Alberto Gilardino | Johan Vásquez, Morten Frendrup (37)                                    | Albert Guðmundsson (14)                                  |
| Inter       | Simone Inzaghi | Nicolò Barella, Carlos Augusto (37)                                    | Lautaro Martínez (24)                                    |
| Juventus    | Massimiliano Allegri (1ª-36ª) Paolo Montero (37ª-38ª)                                                                        | Bremer, Manuel Locatelli (36)                                          | Dušan Vlahović (16)                                      |
| Lazio       | Maurizio Sarri (1ª-28ª) Giovanni Martusciello (29ª) Igor Tudor (30ª-38ª)                                                     | Felipe Anderson (38)                                                   | Ciro Immobile (7)                                        |
| Lecce       | Roberto D'Aversa (1ª-28ª) Luca Gotti (29ª-38ª)                                                                               | Wladimiro Falcone (38)                                                 | Nikola Krstović (7)                                      |
| Milan       | Stefano Pioli | Tijjani Reijnders, Christian Pulisic (36)                              | Olivier Giroud (15)                                      |
| Monza       | Raffaele Palladino | Andrea Colpani (38)                                                    | Andrea Colpani (8)                                       |
| Napoli      | Rudi Garcia (1ª-12ª) Walter Mazzarri (13ª-20ª) Francesco Calzona (21ª) Walter Mazzarri (22ª-25ª) Francesco Calzona (26ª-38ª) | Stanislav Lobotka (38)                                                 | Victor Osimhen (15)                                      |
| Roma        | José Mourinho (1ª-20ª) Daniele De Rossi (21ª-38ª)                                                                            | Bryan Cristante (37)                                                   | Paulo Dybala, Romelu Lukaku (13)                         |
| Salernitana | Paulo Sousa (1ª-8ª) Filippo Inzaghi (9ª-24ª) Fabio Liverani (25ª-29ª) Stefano Colantuono (30ª-38ª)                           | Domagoj Bradarić, Antonio Candreva (34)                                | Antonio Candreva (6)                                     |
| Sassuolo    | Alessio Dionisi (1ª-20ª) Emiliano Bigica (21ª) Alessio Dionisi (22ª-26ª) Davide Ballardini (27ª-38ª)                         | Andrea Pinamonti (38)                                                  | Andrea Pinamonti (11)                                    |
| Torino      | Ivan Jurić | Raoul Bellanova (37)                                                   | Duván Zapata (12)                                        |
| Udinese     | Andrea Sottil (1ª-9ª) Gabriele Cioffi (10ª-33ª) Fabio Cannavaro (34ª-38ª)                                                    | Lorenzo Lucca, Walace (37)                                             | Lorenzo Lucca (8)                                        |
| Verona      | Marco Baroni | Lorenzo Montipò (37)                                                   | Cyril Ngonge (6)                                         |

## Classifica finale
|  | Pos. | Squadra     | Pt | G  | V  | N  | P  | GF | GS | DR  |
|  | ---- | ----------- | -- | -- | -- | -- | -- | -- | -- | --- |
|  | 1.   | Inter       | 94 | 38 | 29 | 7  | 2  | 89 | 22 | +67 |
|  | 2.   | Milan       | 75 | 38 | 22 | 9  | 7  | 76 | 49 | +27 |
|  | 3.   | Juventus    | 71 | 38 | 19 | 14 | 5  | 54 | 31 | +23 |
|  | 4.   | Atalanta    | 69 | 38 | 21 | 6  | 11 | 72 | 42 | +30 |
|  | 5.   | Bologna     | 68 | 38 | 18 | 14 | 6  | 54 | 32 | +22 |
|  | 6.   | Roma        | 63 | 38 | 18 | 9  | 11 | 65 | 46 | +19 |
|  | 7.   | Lazio       | 61 | 38 | 18 | 7  | 13 | 49 | 39 | +10 |
|  | 8.   | Fiorentina  | 60 | 38 | 17 | 9  | 12 | 61 | 46 | +15 |
|  | 9.   | Torino      | 53 | 38 | 13 | 14 | 11 | 36 | 36 | 0   |
|  | 10.  | Napoli      | 53 | 38 | 13 | 14 | 11 | 55 | 48 | +7  |
|  | 11.  | Genoa       | 49 | 38 | 12 | 13 | 13 | 45 | 45 | 0   |
|  | 12.  | Monza       | 45 | 38 | 11 | 12 | 15 | 39 | 51 | -12 |
|  | 13.  | Verona      | 38 | 38 | 9  | 11 | 18 | 38 | 51 | -13 |
|  | 14.  | Lecce       | 38 | 38 | 8  | 14 | 16 | 32 | 54 | -22 |
|  | 15.  | Udinese     | 37 | 38 | 6  | 19 | 13 | 37 | 53 | -16 |
|  | 16.  | Cagliari    | 36 | 38 | 8  | 12 | 18 | 42 | 68 | -26 |
|  | 17.  | Empoli      | 36 | 38 | 9  | 9  | 20 | 29 | 54 | -25 |
|  | 18.  | Frosinone   | 35 | 38 | 8  | 11 | 19 | 44 | 69 | -25 |
|  | 19.  | Sassuolo    | 30 | 38 | 7  | 9  | 22 | 43 | 75 | -32 |
|  | 20.  | Salernitana | 17 | 38 | 2  | 11 | 25 | 32 | 81 | -49 |

Legenda:
      Campione d'Italia e ammessa alla fase campionato della UEFA Champions League 2024-2025.
      Ammesse alla fase campionato della UEFA Champions League 2024-2025.
      Ammesse alla fase campionato della UEFA Europa League 2024-2025.
      Ammessa agli spareggi della UEFA Conference League 2024-2025.
      Retrocesse in Serie B 2024-2025.
Regolamento:
Tre punti per la vittoria, uno per il pareggio, zero per la sconfitta.
In caso di arrivo di due o più squadre a pari punti, la graduatoria finale verrà stilata secondo la classifica avulsa tra le squadre interessate, ad eccezione dell'assegnazione dello scudetto e del quartultimo posto (ultimo posto salvezza), per i quali è previsto uno spareggio.
La classifica avulsa è compilata sulla base dei seguenti criteri:
- Punti negli scontri diretti
- Differenza reti negli scontri diretti
- Differenza reti generale
- Reti realizzate in generale
- Sorteggio

Nel caso in cui, per lo scudetto e per l'ultimo posto salvezza, si trovassero a pari punti più di due squadre, le due che dovranno partecipare allo spareggio saranno individuate attraverso la classifica avulsa.

### Squadra campione
| Formazione tipo (3-5-2) | Giocatori (presenze)    |
| --- | ----------------------- |
| Sommer Pavard Acerbi Bastoni Darmian Barella Çalhanoğlu Mxit'aryan Dimarco Thuram Martínez | Yann Sommer (34)        |
| Sommer Pavard Acerbi Bastoni Darmian Barella Çalhanoğlu Mxit'aryan Dimarco Thuram Martínez | Benjamin Pavard (23)    |
| Sommer Pavard Acerbi Bastoni Darmian Barella Çalhanoğlu Mxit'aryan Dimarco Thuram Martínez | Francesco Acerbi (29)   |
| Sommer Pavard Acerbi Bastoni Darmian Barella Çalhanoğlu Mxit'aryan Dimarco Thuram Martínez | Alessandro Bastoni (28) |
| Sommer Pavard Acerbi Bastoni Darmian Barella Çalhanoğlu Mxit'aryan Dimarco Thuram Martínez | Matteo Darmian (33)     |
| Sommer Pavard Acerbi Bastoni Darmian Barella Çalhanoğlu Mxit'aryan Dimarco Thuram Martínez | Nicolò Barella (37)     |
| Sommer Pavard Acerbi Bastoni Darmian Barella Çalhanoğlu Mxit'aryan Dimarco Thuram Martínez | Hakan Çalhanoğlu (32)   |
| Sommer Pavard Acerbi Bastoni Darmian Barella Çalhanoğlu Mxit'aryan Dimarco Thuram Martínez | Henrix Mxit'aryan (36)  |
| Sommer Pavard Acerbi Bastoni Darmian Barella Çalhanoğlu Mxit'aryan Dimarco Thuram Martínez | Federico Dimarco (30)   |
| Sommer Pavard Acerbi Bastoni Darmian Barella Çalhanoğlu Mxit'aryan Dimarco Thuram Martínez | Marcus Thuram (35)      |
| Sommer Pavard Acerbi Bastoni Darmian Barella Çalhanoğlu Mxit'aryan Dimarco Thuram Martínez | Lautaro Martínez (33)   |
| Altri giocatori: Carlos Augusto (37), Davide Frattesi (32), Denzel Dumfries (31), Marko Arnautović (27), Stefan de Vrij (25), Kristjan Asllani (23), Alexis Sánchez (23), Yann Aurel Bisseck (16), Davy Klaassen (13), Tajon Buchanan (10), Juan Cuadrado (10), Emil Audero (4), Stefano Sensi (4), Lucien Agoumé (1), Ebenezer Akinsanmiro (1), Raffaele Di Gennaro (1). |                         |

## Risultati

### Tabellone
Ogni riga indica i risultati casalinghi della squadra segnata a inizio della riga, contro le squadre segnate colonna per colonna (che invece avranno giocato l'incontro in trasferta). Al contrario, leggendo la colonna di una squadra si avranno i risultati ottenuti dalla stessa in trasferta, contro le squadre segnate in ogni riga, che invece avranno giocato l'incontro in casa.
|             | ATA  | BOL  | CAG  | EMP  | FIO  | FRO  | GEN  | INT  | JUV  | LAZ  | LEC  | MIL  | MON  | NAP  | ROM  | SAL  | SAS  | TOR  | UDI  | VER  |
| ----------- | ---- | ---- | ---- | ---- | ---- | ---- | ---- | ---- | ---- | ---- | ---- | ---- | ---- | ---- | ---- | ---- | ---- | ---- | ---- | ---- |
| Atalanta    | –––– | 1-2  | 2-0  | 2-0  | 2-3  | 5-0  | 2-0  | 1-2  | 0-0  | 3-1  | 1-0  | 3-2  | 3-0  | 1-2  | 2-1  | 4-1  | 3-0  | 3-0  | 2-0  | 2-2  |
| Bologna     | 1-0  | –––– | 2-1  | 3-0  | 2-0  | 2-1  | 1-1  | 0-1  | 3-3  | 1-0  | 4-0  | 0-2  | 0-0  | 0-0  | 2-0  | 3-0  | 4-2  | 2-0  | 1-1  | 2-0  |
| Cagliari    | 2-1  | 2-1  | –––– | 0-0  | 2-3  | 4-3  | 2-1  | 0-2  | 2-2  | 1-3  | 1-1  | 1-3  | 1-1  | 1-1  | 1-4  | 4-2  | 2-1  | 1-2  | 0-0  | 1-1  |
| Empoli      | 0-3  | 0-1  | 0-1  | –––– | 1-1  | 0-0  | 0-0  | 0-1  | 0-2  | 0-2  | 1-1  | 0-3  | 3-0  | 1-0  | 2-1  | 1-0  | 3-4  | 3-2  | 0-0  | 0-1  |
| Fiorentina  | 3-2  | 2-1  | 3-0  | 0-2  | –––– | 5-1  | 1-1  | 0-1  | 0-1  | 2-1  | 2-2  | 1-2  | 2-1  | 2-2  | 2-2  | 3-0  | 5-1  | 1-0  | 2-2  | 1-0  |
| Frosinone   | 2-1  | 0-0  | 3-1  | 2-1  | 1-1  | –––– | 2-1  | 0-5  | 1-2  | 2-3  | 1-1  | 2-3  | 2-3  | 1-3  | 0-3  | 3-0  | 4-2  | 0-0  | 0-1  | 2-1  |
| Genoa       | 1-4  | 2-0  | 3-0  | 1-1  | 1-4  | 1-1  | –––– | 1-1  | 1-1  | 0-1  | 2-1  | 0-1  | 2-3  | 2-2  | 4-1  | 1-0  | 2-1  | 0-0  | 2-0  | 1-0  |
| Inter       | 4-0  | 2-2  | 2-2  | 2-0  | 4-0  | 2-0  | 2-1  | –––– | 1-0  | 1-1  | 2-0  | 5-1  | 2-0  | 1-1  | 1-0  | 4-0  | 1-2  | 2-0  | 4-0  | 2-1  |
| Juventus    | 2-2  | 1-1  | 2-1  | 1-1  | 1-0  | 3-2  | 0-0  | 1-1  | –––– | 3-1  | 1-0  | 0-0  | 2-0  | 1-0  | 1-0  | 1-1  | 3-0  | 2-0  | 0-1  | 1-0  |
| Lazio       | 3-2  | 1-2  | 1-0  | 2-0  | 1-0  | 3-1  | 0-1  | 0-2  | 1-0  | –––– | 1-0  | 0-1  | 1-1  | 0-0  | 0-0  | 4-1  | 1-1  | 2-0  | 1-2  | 1-0  |
| Lecce       | 0-2  | 1-1  | 1-1  | 1-0  | 3-2  | 2-1  | 1-0  | 0-4  | 0-3  | 2-1  | –––– | 2-2  | 1-1  | 0-4  | 0-0  | 2-0  | 1-1  | 0-1  | 0-2  | 0-1  |
| Milan       | 1-1  | 2-2  | 5-1  | 1-0  | 1-0  | 3-1  | 3-3  | 1-2  | 0-1  | 2-0  | 3-0  | –––– | 3-0  | 1-0  | 3-1  | 3-3  | 1-0  | 4-1  | 0-1  | 1-0  |
| Monza       | 1-2  | 0-0  | 1-0  | 2-0  | 0-1  | 0-1  | 1-0  | 1-5  | 1-2  | 2-2  | 1-1  | 4-2  | –––– | 2-4  | 1-4  | 3-0  | 1-0  | 1-1  | 1-1  | 0-0  |
| Napoli      | 0-3  | 0-2  | 2-1  | 0-1  | 1-3  | 2-2  | 1-1  | 0-3  | 2-1  | 1-2  | 0-0  | 2-2  | 0-0  | –––– | 2-2  | 2-1  | 2-0  | 1-1  | 4-1  | 2-1  |
| Roma        | 1-1  | 1-3  | 4-0  | 7-0  | 1-1  | 2-0  | 1-0  | 2-4  | 1-1  | 1-0  | 2-1  | 1-2  | 1-0  | 2-0  | –––– | 2-2  | 1-0  | 3-2  | 3-1  | 2-1  |
| Salernitana | 1-2  | 1-2  | 2-2  | 1-3  | 0-2  | 1-1  | 1-2  | 0-4  | 1-2  | 2-1  | 0-1  | 2-2  | 0-2  | 0-2  | 1-2  | –––– | 2-2  | 0-3  | 1-1  | 1-2  |
| Sassuolo    | 0-2  | 1-1  | 0-2  | 2-3  | 1-0  | 1-0  | 1-2  | 1-0  | 4-2  | 0-2  | 0-3  | 3-3  | 0-1  | 1-6  | 1-2  | 2-2  | –––– | 1-1  | 1-1  | 3-1  |
| Torino      | 3-0  | 0-0  | 0-0  | 1-0  | 0-0  | 0-0  | 1-0  | 0-3  | 0-0  | 0-2  | 2-0  | 3-1  | 1-0  | 3-0  | 1-1  | 0-0  | 2-1  | –––– | 1-1  | 0-0  |
| Udinese     | 1-1  | 3-0  | 1-1  | 1-1  | 0-2  | 0-0  | 2-2  | 1-2  | 0-3  | 1-2  | 1-1  | 2-3  | 0-0  | 1-1  | 1-2  | 1-1  | 2-2  | 0-2  | –––– | 3-3  |
| Verona      | 0-1  | 0-0  | 2-0  | 2-1  | 2-1  | 1-1  | 1-2  | 2-2  | 2-2  | 1-1  | 2-2  | 1-3  | 1-3  | 1-3  | 2-1  | 0-1  | 1-0  | 1-2  | 1-0  | –––– |

### Calendario
Il calendario è stato sorteggiato il 5 luglio 2023 nella sede della Lega Serie A a Milano.

#### Girone di andata
|         | 1ª giornata       |     |
|         |                   |     |
| 21 ago. | Bologna-Milan     | 0-2 |
| 19 ago. | Empoli-Verona     | 0-1 |
| 19 ago. | Frosinone-Napoli  | 1-3 |
| 19 ago. | Genoa-Fiorentina  | 1-4 |
| 19 ago. | Inter-Monza       | 2-0 |
| 20 ago. | Lecce-Lazio       | 2-1 |
| 20 ago. | Roma-Salernitana  | 2-2 |
| 20 ago. | Sassuolo-Atalanta | 0-2 |
| 21 ago. | Torino-Cagliari   | 0-0 |
| 20 ago. | Udinese-Juventus  | 0-3 |

|         | 2ª giornata         |     |
|         |                     |     |
| 28 ago. | Cagliari-Inter      | 0-2 |
| 27 ago. | Fiorentina-Lecce    | 2-2 |
| 26 ago. | Frosinone-Atalanta  | 2-1 |
| 27 ago. | Juventus-Bologna    | 1-1 |
| 27 ago. | Lazio-Genoa         | 0-1 |
| 26 ago. | Milan-Torino        | 4-1 |
| 26 ago. | Monza-Empoli        | 2-0 |
| 27 ago. | Napoli-Sassuolo     | 2-0 |
| 28 ago. | Salernitana-Udinese | 1-1 |
| 26 ago. | Verona-Roma         | 2-1 |

|         | 1ª giornata       |     |
|         |                   |     |
| 21 ago. | Bologna-Milan     | 0-2 |
| 19 ago. | Empoli-Verona     | 0-1 |
| 19 ago. | Frosinone-Napoli  | 1-3 |
| 19 ago. | Genoa-Fiorentina  | 1-4 |
| 19 ago. | Inter-Monza       | 2-0 |
| 20 ago. | Lecce-Lazio       | 2-1 |
| 20 ago. | Roma-Salernitana  | 2-2 |
| 20 ago. | Sassuolo-Atalanta | 0-2 |
| 21 ago. | Torino-Cagliari   | 0-0 |
| 20 ago. | Udinese-Juventus  | 0-3 |

|         | 2ª giornata         |     |
|         |                     |     |
| 28 ago. | Cagliari-Inter      | 0-2 |
| 27 ago. | Fiorentina-Lecce    | 2-2 |
| 26 ago. | Frosinone-Atalanta  | 2-1 |
| 27 ago. | Juventus-Bologna    | 1-1 |
| 27 ago. | Lazio-Genoa         | 0-1 |
| 26 ago. | Milan-Torino        | 4-1 |
| 26 ago. | Monza-Empoli        | 2-0 |
| 27 ago. | Napoli-Sassuolo     | 2-0 |
| 28 ago. | Salernitana-Udinese | 1-1 |
| 26 ago. | Verona-Roma         | 2-1 |

|         | 3ª giornata       |     |
|         |                   |     |
| 2 set.  | Atalanta-Monza    | 3-0 |
| 2 set.  | Bologna-Cagliari  | 2-1 |
| 3 set.  | Empoli-Juventus   | 0-2 |
| 3 set.  | Inter-Fiorentina  | 4-0 |
| 3 set.  | Lecce-Salernitana | 2-0 |
| 2 set.  | Napoli-Lazio      | 1-2 |
| 1º set. | Roma-Milan        | 1-2 |
| 1º set. | Sassuolo-Verona   | 3-1 |
| 3 set.  | Torino-Genoa      | 1-0 |
| 2 set.  | Udinese-Frosinone | 0-0 |

|         | 4ª giornata         |     |
|         |                     |     |
| 17 set. | Cagliari-Udinese    | 0-0 |
| 17 set. | Fiorentina-Atalanta | 3-2 |
| 17 set. | Frosinone-Sassuolo  | 4-2 |
| 16 set. | Genoa-Napoli        | 2-2 |
| 16 set. | Inter-Milan         | 5-1 |
| 16 set. | Juventus-Lazio      | 3-1 |
| 17 set. | Monza-Lecce         | 1-1 |
| 17 set. | Roma-Empoli         | 7-0 |
| 18 set. | Salernitana-Torino  | 0-3 |
| 18 set. | Verona-Bologna      | 0-0 |

|         | 3ª giornata       |     |
|         |                   |     |
| 2 set.  | Atalanta-Monza    | 3-0 |
| 2 set.  | Bologna-Cagliari  | 2-1 |
| 3 set.  | Empoli-Juventus   | 0-2 |
| 3 set.  | Inter-Fiorentina  | 4-0 |
| 3 set.  | Lecce-Salernitana | 2-0 |
| 2 set.  | Napoli-Lazio      | 1-2 |
| 1º set. | Roma-Milan        | 1-2 |
| 1º set. | Sassuolo-Verona   | 3-1 |
| 3 set.  | Torino-Genoa      | 1-0 |
| 2 set.  | Udinese-Frosinone | 0-0 |

|         | 4ª giornata         |     |
|         |                     |     |
| 17 set. | Cagliari-Udinese    | 0-0 |
| 17 set. | Fiorentina-Atalanta | 3-2 |
| 17 set. | Frosinone-Sassuolo  | 4-2 |
| 16 set. | Genoa-Napoli        | 2-2 |
| 16 set. | Inter-Milan         | 5-1 |
| 16 set. | Juventus-Lazio      | 3-1 |
| 17 set. | Monza-Lecce         | 1-1 |
| 17 set. | Roma-Empoli         | 7-0 |
| 18 set. | Salernitana-Torino  | 0-3 |
| 18 set. | Verona-Bologna      | 0-0 |

|         | 5ª giornata           |     |
|         |                       |     |
| 24 set. | Atalanta-Cagliari     | 2-0 |
| 24 set. | Bologna-Napoli        | 0-0 |
| 24 set. | Empoli-Inter          | 0-1 |
| 23 set. | Lazio-Monza           | 1-1 |
| 22 set. | Lecce-Genoa           | 1-0 |
| 23 set. | Milan-Verona          | 1-0 |
| 22 set. | Salernitana-Frosinone | 1-1 |
| 23 set. | Sassuolo-Juventus     | 4-2 |
| 24 set. | Torino-Roma           | 1-1 |
| 24 set. | Udinese-Fiorentina    | 0-2 |

|         | 6ª giornata          |     |
|         |                      |     |
| 27 set. | Cagliari-Milan       | 1-3 |
| 27 set. | Empoli-Salernitana   | 1-0 |
| 28 set. | Frosinone-Fiorentina | 1-1 |
| 28 set. | Genoa-Roma           | 4-1 |
| 27 set. | Inter-Sassuolo       | 1-2 |
| 26 set. | Juventus-Lecce       | 1-0 |
| 27 set. | Lazio-Torino         | 2-0 |
| 28 set. | Monza-Bologna        | 0-0 |
| 27 set. | Napoli-Udinese       | 4-1 |
| 27 set. | Verona-Atalanta      | 0-1 |

|         | 5ª giornata           |     |
|         |                       |     |
| 24 set. | Atalanta-Cagliari     | 2-0 |
| 24 set. | Bologna-Napoli        | 0-0 |
| 24 set. | Empoli-Inter          | 0-1 |
| 23 set. | Lazio-Monza           | 1-1 |
| 22 set. | Lecce-Genoa           | 1-0 |
| 23 set. | Milan-Verona          | 1-0 |
| 22 set. | Salernitana-Frosinone | 1-1 |
| 23 set. | Sassuolo-Juventus     | 4-2 |
| 24 set. | Torino-Roma           | 1-1 |
| 24 set. | Udinese-Fiorentina    | 0-2 |

|         | 6ª giornata          |     |
|         |                      |     |
| 27 set. | Cagliari-Milan       | 1-3 |
| 27 set. | Empoli-Salernitana   | 1-0 |
| 28 set. | Frosinone-Fiorentina | 1-1 |
| 28 set. | Genoa-Roma           | 4-1 |
| 27 set. | Inter-Sassuolo       | 1-2 |
| 26 set. | Juventus-Lecce       | 1-0 |
| 27 set. | Lazio-Torino         | 2-0 |
| 28 set. | Monza-Bologna        | 0-0 |
| 27 set. | Napoli-Udinese       | 4-1 |
| 27 set. | Verona-Atalanta      | 0-1 |

|         | 7ª giornata         |     |
|         |                     |     |
| 1º ott. | Atalanta-Juventus   | 0-0 |
| 1º ott. | Bologna-Empoli      | 3-0 |
| 2 ott.  | Fiorentina-Cagliari | 3-0 |
| 30 set. | Lecce-Napoli        | 0-4 |
| 30 set. | Milan-Lazio         | 2-0 |
| 1º ott. | Roma-Frosinone      | 2-0 |
| 30 set. | Salernitana-Inter   | 0-4 |
| 2 ott.  | Sassuolo-Monza      | 0-1 |
| 2 ott.  | Torino-Verona       | 0-0 |
| 1º ott. | Udinese-Genoa       | 2-2 |

|        | 8ª giornata       |     |
|        |                   |     |
| 8 ott. | Cagliari-Roma     | 1-4 |
| 6 ott. | Empoli-Udinese    | 0-0 |
| 8 ott. | Frosinone-Verona  | 2-1 |
| 7 ott. | Genoa-Milan       | 0-1 |
| 7 ott. | Inter-Bologna     | 2-2 |
| 7 ott. | Juventus-Torino   | 2-0 |
| 8 ott. | Lazio-Atalanta    | 3-2 |
| 6 ott. | Lecce-Sassuolo    | 1-1 |
| 8 ott. | Monza-Salernitana | 3-0 |
| 8 ott. | Napoli-Fiorentina | 1-3 |

|         | 7ª giornata         |     |
|         |                     |     |
| 1º ott. | Atalanta-Juventus   | 0-0 |
| 1º ott. | Bologna-Empoli      | 3-0 |
| 2 ott.  | Fiorentina-Cagliari | 3-0 |
| 30 set. | Lecce-Napoli        | 0-4 |
| 30 set. | Milan-Lazio         | 2-0 |
| 1º ott. | Roma-Frosinone      | 2-0 |
| 30 set. | Salernitana-Inter   | 0-4 |
| 2 ott.  | Sassuolo-Monza      | 0-1 |
| 2 ott.  | Torino-Verona       | 0-0 |
| 1º ott. | Udinese-Genoa       | 2-2 |

|        | 8ª giornata       |     |
|        |                   |     |
| 8 ott. | Cagliari-Roma     | 1-4 |
| 6 ott. | Empoli-Udinese    | 0-0 |
| 8 ott. | Frosinone-Verona  | 2-1 |
| 7 ott. | Genoa-Milan       | 0-1 |
| 7 ott. | Inter-Bologna     | 2-2 |
| 7 ott. | Juventus-Torino   | 2-0 |
| 8 ott. | Lazio-Atalanta    | 3-2 |
| 6 ott. | Lecce-Sassuolo    | 1-1 |
| 8 ott. | Monza-Salernitana | 3-0 |
| 8 ott. | Napoli-Fiorentina | 1-3 |

|         | 9ª giornata          |     |
|         |                      |     |
| 22 ott. | Atalanta-Genoa       | 2-0 |
| 22 ott. | Bologna-Frosinone    | 2-1 |
| 23 ott. | Fiorentina-Empoli    | 0-2 |
| 22 ott. | Milan-Juventus       | 0-1 |
| 22 ott. | Roma-Monza           | 1-0 |
| 22 ott. | Salernitana-Cagliari | 2-2 |
| 21 ott. | Sassuolo-Lazio       | 0-2 |
| 21 ott. | Torino-Inter         | 0-3 |
| 23 ott. | Udinese-Lecce        | 1-1 |
| 21 ott. | Verona-Napoli        | 1-3 |

|         | 10ª giornata       |     |
|         |                    |     |
| 29 ott. | Cagliari-Frosinone | 4-3 |
| 30 ott. | Empoli-Atalanta    | 0-3 |
| 27 ott. | Genoa-Salernitana  | 1-0 |
| 29 ott. | Inter-Roma         | 1-0 |
| 28 ott. | Juventus-Verona    | 1-0 |
| 30 ott. | Lazio-Fiorentina   | 1-0 |
| 28 ott. | Lecce-Torino       | 0-1 |
| 29 ott. | Monza-Udinese      | 1-1 |
| 29 ott. | Napoli-Milan       | 2-2 |
| 28 ott. | Sassuolo-Bologna   | 1-1 |

|         | 9ª giornata          |     |
|         |                      |     |
| 22 ott. | Atalanta-Genoa       | 2-0 |
| 22 ott. | Bologna-Frosinone    | 2-1 |
| 23 ott. | Fiorentina-Empoli    | 0-2 |
| 22 ott. | Milan-Juventus       | 0-1 |
| 22 ott. | Roma-Monza           | 1-0 |
| 22 ott. | Salernitana-Cagliari | 2-2 |
| 21 ott. | Sassuolo-Lazio       | 0-2 |
| 21 ott. | Torino-Inter         | 0-3 |
| 23 ott. | Udinese-Lecce        | 1-1 |
| 21 ott. | Verona-Napoli        | 1-3 |

|         | 10ª giornata       |     |
|         |                    |     |
| 29 ott. | Cagliari-Frosinone | 4-3 |
| 30 ott. | Empoli-Atalanta    | 0-3 |
| 27 ott. | Genoa-Salernitana  | 1-0 |
| 29 ott. | Inter-Roma         | 1-0 |
| 28 ott. | Juventus-Verona    | 1-0 |
| 30 ott. | Lazio-Fiorentina   | 1-0 |
| 28 ott. | Lecce-Torino       | 0-1 |
| 29 ott. | Monza-Udinese      | 1-1 |
| 29 ott. | Napoli-Milan       | 2-2 |
| 28 ott. | Sassuolo-Bologna   | 1-1 |

|        | 11ª giornata        |     |
|        |                     |     |
| 4 nov. | Atalanta-Inter      | 1-2 |
| 3 nov. | Bologna-Lazio       | 1-0 |
| 5 nov. | Cagliari-Genoa      | 2-1 |
| 5 nov. | Fiorentina-Juventus | 0-1 |
| 6 nov. | Frosinone-Empoli    | 2-1 |
| 4 nov. | Milan-Udinese       | 0-1 |
| 5 nov. | Roma-Lecce          | 2-1 |
| 4 nov. | Salernitana-Napoli  | 0-2 |
| 6 nov. | Torino-Sassuolo     | 2-1 |
| 5 nov. | Verona-Monza        | 1-3 |

|         | 12ª giornata         |     |
|         |                      |     |
| 12 nov. | Fiorentina-Bologna   | 2-1 |
| 10 nov. | Genoa-Verona         | 1-0 |
| 12 nov. | Inter-Frosinone      | 2-0 |
| 11 nov. | Juventus-Cagliari    | 2-1 |
| 12 nov. | Lazio-Roma           | 0-0 |
| 11 nov. | Lecce-Milan          | 2-2 |
| 11 nov. | Monza-Torino         | 1-1 |
| 12 nov. | Napoli-Empoli        | 0-1 |
| 10 nov. | Sassuolo-Salernitana | 2-2 |
| 12 nov. | Udinese-Atalanta     | 1-1 |

|        | 11ª giornata        |     |
|        |                     |     |
| 4 nov. | Atalanta-Inter      | 1-2 |
| 3 nov. | Bologna-Lazio       | 1-0 |
| 5 nov. | Cagliari-Genoa      | 2-1 |
| 5 nov. | Fiorentina-Juventus | 0-1 |
| 6 nov. | Frosinone-Empoli    | 2-1 |
| 4 nov. | Milan-Udinese       | 0-1 |
| 5 nov. | Roma-Lecce          | 2-1 |
| 4 nov. | Salernitana-Napoli  | 0-2 |
| 6 nov. | Torino-Sassuolo     | 2-1 |
| 5 nov. | Verona-Monza        | 1-3 |

|         | 12ª giornata         |     |
|         |                      |     |
| 12 nov. | Fiorentina-Bologna   | 2-1 |
| 10 nov. | Genoa-Verona         | 1-0 |
| 12 nov. | Inter-Frosinone      | 2-0 |
| 11 nov. | Juventus-Cagliari    | 2-1 |
| 12 nov. | Lazio-Roma           | 0-0 |
| 11 nov. | Lecce-Milan          | 2-2 |
| 11 nov. | Monza-Torino         | 1-1 |
| 12 nov. | Napoli-Empoli        | 0-1 |
| 10 nov. | Sassuolo-Salernitana | 2-2 |
| 12 nov. | Udinese-Atalanta     | 1-1 |

|         | 13ª giornata      |     |
|         |                   |     |
| 25 nov. | Atalanta-Napoli   | 1-2 |
| 27 nov. | Bologna-Torino    | 2-0 |
| 26 nov. | Cagliari-Monza    | 1-1 |
| 26 nov. | Empoli-Sassuolo   | 3-4 |
| 26 nov. | Frosinone-Genoa   | 2-1 |
| 26 nov. | Juventus-Inter    | 1-1 |
| 25 nov. | Milan-Fiorentina  | 1-0 |
| 26 nov. | Roma-Udinese      | 3-1 |
| 25 nov. | Salernitana-Lazio | 2-1 |
| 27 nov. | Verona-Lecce      | 2-2 |

|         | 14ª giornata           |     |
|         |                        |     |
| 3 dic.  | Fiorentina-Salernitana | 3-0 |
| 2 dic.  | Genoa-Empoli           | 1-1 |
| 2 dic.  | Lazio-Cagliari         | 1-0 |
| 3 dic.  | Lecce-Bologna          | 1-1 |
| 2 dic.  | Milan-Frosinone        | 3-1 |
| 1º dic. | Monza-Juventus         | 1-2 |
| 3 dic.  | Napoli-Inter           | 0-3 |
| 3 dic.  | Sassuolo-Roma          | 1-2 |
| 4 dic.  | Torino-Atalanta        | 3-0 |
| 3 dic.  | Udinese-Verona         | 3-3 |

|         | 13ª giornata      |     |
|         |                   |     |
| 25 nov. | Atalanta-Napoli   | 1-2 |
| 27 nov. | Bologna-Torino    | 2-0 |
| 26 nov. | Cagliari-Monza    | 1-1 |
| 26 nov. | Empoli-Sassuolo   | 3-4 |
| 26 nov. | Frosinone-Genoa   | 2-1 |
| 26 nov. | Juventus-Inter    | 1-1 |
| 25 nov. | Milan-Fiorentina  | 1-0 |
| 26 nov. | Roma-Udinese      | 3-1 |
| 25 nov. | Salernitana-Lazio | 2-1 |
| 27 nov. | Verona-Lecce      | 2-2 |

|         | 14ª giornata           |     |
|         |                        |     |
| 3 dic.  | Fiorentina-Salernitana | 3-0 |
| 2 dic.  | Genoa-Empoli           | 1-1 |
| 2 dic.  | Lazio-Cagliari         | 1-0 |
| 3 dic.  | Lecce-Bologna          | 1-1 |
| 2 dic.  | Milan-Frosinone        | 3-1 |
| 1º dic. | Monza-Juventus         | 1-2 |
| 3 dic.  | Napoli-Inter           | 0-3 |
| 3 dic.  | Sassuolo-Roma          | 1-2 |
| 4 dic.  | Torino-Atalanta        | 3-0 |
| 3 dic.  | Udinese-Verona         | 3-3 |

|         | 15ª giornata        |     |
|         |                     |     |
| 9 dic.  | Atalanta-Milan      | 3-2 |
| 11 dic. | Cagliari-Sassuolo   | 2-1 |
| 11 dic. | Empoli-Lecce        | 1-1 |
| 10 dic. | Frosinone-Torino    | 0-0 |
| 9 dic.  | Inter-Udinese       | 4-0 |
| 8 dic.  | Juventus-Napoli     | 1-0 |
| 10 dic. | Monza-Genoa         | 1-0 |
| 10 dic. | Roma-Fiorentina     | 1-1 |
| 10 dic. | Salernitana-Bologna | 1-2 |
| 9 dic.  | Verona-Lazio        | 1-1 |

|         | 16ª giornata         |     |
|         |                      |     |
| 18 dic. | Atalanta-Salernitana | 4-1 |
| 17 dic. | Bologna-Roma         | 2-0 |
| 17 dic. | Fiorentina-Verona    | 1-0 |
| 15 dic. | Genoa-Juventus       | 1-1 |
| 17 dic. | Lazio-Inter          | 0-2 |
| 16 dic. | Lecce-Frosinone      | 2-1 |
| 17 dic. | Milan-Monza          | 3-0 |
| 16 dic. | Napoli-Cagliari      | 2-1 |
| 16 dic. | Torino-Empoli        | 1-0 |
| 17 dic. | Udinese-Sassuolo     | 2-2 |

|         | 15ª giornata        |     |
|         |                     |     |
| 9 dic.  | Atalanta-Milan      | 3-2 |
| 11 dic. | Cagliari-Sassuolo   | 2-1 |
| 11 dic. | Empoli-Lecce        | 1-1 |
| 10 dic. | Frosinone-Torino    | 0-0 |
| 9 dic.  | Inter-Udinese       | 4-0 |
| 8 dic.  | Juventus-Napoli     | 1-0 |
| 10 dic. | Monza-Genoa         | 1-0 |
| 10 dic. | Roma-Fiorentina     | 1-1 |
| 10 dic. | Salernitana-Bologna | 1-2 |
| 9 dic.  | Verona-Lazio        | 1-1 |

|         | 16ª giornata         |     |
|         |                      |     |
| 18 dic. | Atalanta-Salernitana | 4-1 |
| 17 dic. | Bologna-Roma         | 2-0 |
| 17 dic. | Fiorentina-Verona    | 1-0 |
| 15 dic. | Genoa-Juventus       | 1-1 |
| 17 dic. | Lazio-Inter          | 0-2 |
| 16 dic. | Lecce-Frosinone      | 2-1 |
| 17 dic. | Milan-Monza          | 3-0 |
| 16 dic. | Napoli-Cagliari      | 2-1 |
| 16 dic. | Torino-Empoli        | 1-0 |
| 17 dic. | Udinese-Sassuolo     | 2-2 |

|         | 17ª giornata       |     |
|         |                    |     |
| 23 dic. | Bologna-Atalanta   | 1-0 |
| 22 dic. | Empoli-Lazio       | 0-2 |
| 23 dic. | Frosinone-Juventus | 1-2 |
| 23 dic. | Inter-Lecce        | 2-0 |
| 22 dic. | Monza-Fiorentina   | 0-1 |
| 23 dic. | Roma-Napoli        | 2-0 |
| 22 dic. | Salernitana-Milan  | 2-2 |
| 22 dic. | Sassuolo-Genoa     | 1-2 |
| 23 dic. | Torino-Udinese     | 1-1 |
| 23 dic. | Verona-Cagliari    | 2-0 |

|         | 18ª giornata       |     |
|         |                    |     |
| 30 dic. | Atalanta-Lecce     | 1-0 |
| 30 dic. | Cagliari-Empoli    | 0-0 |
| 29 dic. | Fiorentina-Torino  | 1-0 |
| 29 dic. | Genoa-Inter        | 1-1 |
| 30 dic. | Juventus-Roma      | 1-0 |
| 29 dic. | Lazio-Frosinone    | 3-1 |
| 30 dic. | Milan-Sassuolo     | 1-0 |
| 29 dic. | Napoli-Monza       | 0-0 |
| 30 dic. | Udinese-Bologna    | 3-0 |
| 30 dic. | Verona-Salernitana | 0-1 |

|         | 17ª giornata       |     |
|         |                    |     |
| 23 dic. | Bologna-Atalanta   | 1-0 |
| 22 dic. | Empoli-Lazio       | 0-2 |
| 23 dic. | Frosinone-Juventus | 1-2 |
| 23 dic. | Inter-Lecce        | 2-0 |
| 22 dic. | Monza-Fiorentina   | 0-1 |
| 23 dic. | Roma-Napoli        | 2-0 |
| 22 dic. | Salernitana-Milan  | 2-2 |
| 22 dic. | Sassuolo-Genoa     | 1-2 |
| 23 dic. | Torino-Udinese     | 1-1 |
| 23 dic. | Verona-Cagliari    | 2-0 |

|         | 18ª giornata       |     |
|         |                    |     |
| 30 dic. | Atalanta-Lecce     | 1-0 |
| 30 dic. | Cagliari-Empoli    | 0-0 |
| 29 dic. | Fiorentina-Torino  | 1-0 |
| 29 dic. | Genoa-Inter        | 1-1 |
| 30 dic. | Juventus-Roma      | 1-0 |
| 29 dic. | Lazio-Frosinone    | 3-1 |
| 30 dic. | Milan-Sassuolo     | 1-0 |
| 29 dic. | Napoli-Monza       | 0-0 |
| 30 dic. | Udinese-Bologna    | 3-0 |
| 30 dic. | Verona-Salernitana | 0-1 |

| \| \| 19ª giornata \| \| \| \| \| \| \| 5 gen. \| Bologna-Genoa \| 1-1 \| \| 7 gen. \| Empoli-Milan \| 0-3 \| \| 6 gen. \| Frosinone-Monza \| 2-3 \| \| 6 gen. \| Inter-Verona \| 2-1 \| \| 6 gen. \| Lecce-Cagliari \| 1-1 \| \| 7 gen. \| Roma-Atalanta \| 1-1 \| \| 7 gen. \| Salernitana-Juventus \| 1-2 \| \| 6 gen. \| Sassuolo-Fiorentina \| 1-0 \| \| 7 gen. \| Torino-Napoli \| 3-0 \| \| 7 gen. \| Udinese-Lazio \| 1-2 \| |                      |     |
| | 19ª giornata         |     |
| |                      |     |
| 5 gen. | Bologna-Genoa        | 1-1 |
| 7 gen. | Empoli-Milan         | 0-3 |
| 6 gen. | Frosinone-Monza      | 2-3 |
| 6 gen. | Inter-Verona         | 2-1 |
| 6 gen. | Lecce-Cagliari       | 1-1 |
| 7 gen. | Roma-Atalanta        | 1-1 |
| 7 gen. | Salernitana-Juventus | 1-2 |
| 6 gen. | Sassuolo-Fiorentina  | 1-0 |
| 7 gen. | Torino-Napoli        | 3-0 |
| 7 gen. | Udinese-Lazio        | 1-2 |

|        | 19ª giornata         |     |
|        |                      |     |
| 5 gen. | Bologna-Genoa        | 1-1 |
| 7 gen. | Empoli-Milan         | 0-3 |
| 6 gen. | Frosinone-Monza      | 2-3 |
| 6 gen. | Inter-Verona         | 2-1 |
| 6 gen. | Lecce-Cagliari       | 1-1 |
| 7 gen. | Roma-Atalanta        | 1-1 |
| 7 gen. | Salernitana-Juventus | 1-2 |
| 6 gen. | Sassuolo-Fiorentina  | 1-0 |
| 7 gen. | Torino-Napoli        | 3-0 |
| 7 gen. | Udinese-Lazio        | 1-2 |

#### Girone di ritorno
|         | 20ª giornata       |     |
|         |                    |     |
| 15 gen. | Atalanta-Frosinone | 5-0 |
| 14 gen. | Cagliari-Bologna   | 2-1 |
| 14 gen. | Fiorentina-Udinese | 2-2 |
| 13 gen. | Genoa-Torino       | 0-0 |
| 16 gen. | Juventus-Sassuolo  | 3-0 |
| 14 gen. | Lazio-Lecce        | 1-0 |
| 14 gen. | Milan-Roma         | 3-1 |
| 13 gen. | Monza-Inter        | 1-5 |
| 13 gen. | Napoli-Salernitana | 2-1 |
| 13 gen. | Verona-Empoli      | 2-1 |

|         | 21ª giornata       |     |
|         |                    |     |
| 14 feb. | Bologna-Fiorentina | 2-0 |
| 21 gen. | Empoli-Monza       | 3-0 |
| 21 gen. | Frosinone-Cagliari | 3-1 |
| 28 feb. | Inter-Atalanta     | 4-0 |
| 21 gen. | Lecce-Juventus     | 0-3 |
| 20 gen. | Roma-Verona        | 2-1 |
| 21 gen. | Salernitana-Genoa  | 1-2 |
| 28 feb. | Sassuolo-Napoli    | 1-6 |
| 22 feb. | Torino-Lazio       | 0-2 |
| 20 gen. | Udinese-Milan      | 2-3 |

|         | 20ª giornata       |     |
|         |                    |     |
| 15 gen. | Atalanta-Frosinone | 5-0 |
| 14 gen. | Cagliari-Bologna   | 2-1 |
| 14 gen. | Fiorentina-Udinese | 2-2 |
| 13 gen. | Genoa-Torino       | 0-0 |
| 16 gen. | Juventus-Sassuolo  | 3-0 |
| 14 gen. | Lazio-Lecce        | 1-0 |
| 14 gen. | Milan-Roma         | 3-1 |
| 13 gen. | Monza-Inter        | 1-5 |
| 13 gen. | Napoli-Salernitana | 2-1 |
| 13 gen. | Verona-Empoli      | 2-1 |

|         | 21ª giornata       |     |
|         |                    |     |
| 14 feb. | Bologna-Fiorentina | 2-0 |
| 21 gen. | Empoli-Monza       | 3-0 |
| 21 gen. | Frosinone-Cagliari | 3-1 |
| 28 feb. | Inter-Atalanta     | 4-0 |
| 21 gen. | Lecce-Juventus     | 0-3 |
| 20 gen. | Roma-Verona        | 2-1 |
| 21 gen. | Salernitana-Genoa  | 1-2 |
| 28 feb. | Sassuolo-Napoli    | 1-6 |
| 22 feb. | Torino-Lazio       | 0-2 |
| 20 gen. | Udinese-Milan      | 2-3 |

|         | 22ª giornata     |     |
|         |                  |     |
| 27 gen. | Atalanta-Udinese | 2-0 |
| 26 gen. | Cagliari-Torino  | 1-2 |
| 28 gen. | Fiorentina-Inter | 0-1 |
| 28 gen. | Genoa-Lecce      | 2-1 |
| 27 gen. | Juventus-Empoli  | 1-1 |
| 28 gen. | Lazio-Napoli     | 0-0 |
| 27 gen. | Milan-Bologna    | 2-2 |
| 28 gen. | Monza-Sassuolo   | 1-0 |
| 29 gen. | Salernitana-Roma | 1-2 |
| 28 gen. | Verona-Frosinone | 1-1 |

|        | 23ª giornata       |     |
|        |                    |     |
| 4 feb. | Atalanta-Lazio     | 3-1 |
| 3 feb. | Bologna-Sassuolo   | 4-2 |
| 3 feb. | Empoli-Genoa       | 0-0 |
| 3 feb. | Frosinone-Milan    | 2-3 |
| 4 feb. | Inter-Juventus     | 1-0 |
| 2 feb. | Lecce-Fiorentina   | 3-2 |
| 4 feb. | Napoli-Verona      | 2-1 |
| 5 feb. | Roma-Cagliari      | 4-0 |
| 4 feb. | Torino-Salernitana | 0-0 |
| 3 feb. | Udinese-Monza      | 0-0 |

|         | 22ª giornata     |     |
|         |                  |     |
| 27 gen. | Atalanta-Udinese | 2-0 |
| 26 gen. | Cagliari-Torino  | 1-2 |
| 28 gen. | Fiorentina-Inter | 0-1 |
| 28 gen. | Genoa-Lecce      | 2-1 |
| 27 gen. | Juventus-Empoli  | 1-1 |
| 28 gen. | Lazio-Napoli     | 0-0 |
| 27 gen. | Milan-Bologna    | 2-2 |
| 28 gen. | Monza-Sassuolo   | 1-0 |
| 29 gen. | Salernitana-Roma | 1-2 |
| 28 gen. | Verona-Frosinone | 1-1 |

|        | 23ª giornata       |     |
|        |                    |     |
| 4 feb. | Atalanta-Lazio     | 3-1 |
| 3 feb. | Bologna-Sassuolo   | 4-2 |
| 3 feb. | Empoli-Genoa       | 0-0 |
| 3 feb. | Frosinone-Milan    | 2-3 |
| 4 feb. | Inter-Juventus     | 1-0 |
| 2 feb. | Lecce-Fiorentina   | 3-2 |
| 4 feb. | Napoli-Verona      | 2-1 |
| 5 feb. | Roma-Cagliari      | 4-0 |
| 4 feb. | Torino-Salernitana | 0-0 |
| 3 feb. | Udinese-Monza      | 0-0 |

|         | 24ª giornata         |     |
|         |                      |     |
| 11 feb. | Bologna-Lecce        | 4-0 |
| 10 feb. | Cagliari-Lazio       | 1-3 |
| 11 feb. | Fiorentina-Frosinone | 5-1 |
| 11 feb. | Genoa-Atalanta       | 1-4 |
| 12 feb. | Juventus-Udinese     | 0-1 |
| 11 feb. | Milan-Napoli         | 1-0 |
| 11 feb. | Monza-Verona         | 0-0 |
| 10 feb. | Roma-Inter           | 2-4 |
| 9 feb.  | Salernitana-Empoli   | 1-3 |
| 10 feb. | Sassuolo-Torino      | 1-1 |

|         | 25ª giornata      |     |
|         |                   |     |
| 17 feb. | Atalanta-Sassuolo | 3-0 |
| 18 feb. | Empoli-Fiorentina | 1-1 |
| 18 feb. | Frosinone-Roma    | 0-3 |
| 16 feb. | Inter-Salernitana | 4-0 |
| 18 feb. | Lazio-Bologna     | 1-2 |
| 18 feb. | Monza-Milan       | 4-2 |
| 17 feb. | Napoli-Genoa      | 1-1 |
| 16 feb. | Torino-Lecce      | 2-0 |
| 18 feb. | Udinese-Cagliari  | 1-1 |
| 17 feb. | Verona-Juventus   | 2-2 |

|         | 24ª giornata         |     |
|         |                      |     |
| 11 feb. | Bologna-Lecce        | 4-0 |
| 10 feb. | Cagliari-Lazio       | 1-3 |
| 11 feb. | Fiorentina-Frosinone | 5-1 |
| 11 feb. | Genoa-Atalanta       | 1-4 |
| 12 feb. | Juventus-Udinese     | 0-1 |
| 11 feb. | Milan-Napoli         | 1-0 |
| 11 feb. | Monza-Verona         | 0-0 |
| 10 feb. | Roma-Inter           | 2-4 |
| 9 feb.  | Salernitana-Empoli   | 1-3 |
| 10 feb. | Sassuolo-Torino      | 1-1 |

|         | 25ª giornata      |     |
|         |                   |     |
| 17 feb. | Atalanta-Sassuolo | 3-0 |
| 18 feb. | Empoli-Fiorentina | 1-1 |
| 18 feb. | Frosinone-Roma    | 0-3 |
| 16 feb. | Inter-Salernitana | 4-0 |
| 18 feb. | Lazio-Bologna     | 1-2 |
| 18 feb. | Monza-Milan       | 4-2 |
| 17 feb. | Napoli-Genoa      | 1-1 |
| 16 feb. | Torino-Lecce      | 2-0 |
| 18 feb. | Udinese-Cagliari  | 1-1 |
| 17 feb. | Verona-Juventus   | 2-2 |

|         | 26ª giornata       |     |
|         |                    |     |
| 23 feb. | Bologna-Verona     | 2-0 |
| 25 feb. | Cagliari-Napoli    | 1-1 |
| 26 feb. | Fiorentina-Lazio   | 2-1 |
| 24 feb. | Genoa-Udinese      | 2-0 |
| 25 feb. | Juventus-Frosinone | 3-2 |
| 25 feb. | Lecce-Inter        | 0-4 |
| 25 feb. | Milan-Atalanta     | 1-1 |
| 26 feb. | Roma-Torino        | 3-2 |
| 24 feb. | Salernitana-Monza  | 0-2 |
| 24 feb. | Sassuolo-Empoli    | 2-3 |

|         | 27ª giornata        |     |
|         |                     |     |
| 3 mar.  | Atalanta-Bologna    | 1-2 |
| 3 mar.  | Empoli-Cagliari     | 0-1 |
| 3 mar.  | Frosinone-Lecce     | 1-1 |
| 4 mar.  | Inter-Genoa         | 2-1 |
| 1º mar. | Lazio-Milan         | 0-1 |
| 2 mar.  | Monza-Roma          | 1-4 |
| 3 mar.  | Napoli-Juventus     | 2-1 |
| 2 mar.  | Torino-Fiorentina   | 0-0 |
| 2 mar.  | Udinese-Salernitana | 1-1 |
| 3 mar.  | Verona-Sassuolo     | 1-0 |

|         | 26ª giornata       |     |
|         |                    |     |
| 23 feb. | Bologna-Verona     | 2-0 |
| 25 feb. | Cagliari-Napoli    | 1-1 |
| 26 feb. | Fiorentina-Lazio   | 2-1 |
| 24 feb. | Genoa-Udinese      | 2-0 |
| 25 feb. | Juventus-Frosinone | 3-2 |
| 25 feb. | Lecce-Inter        | 0-4 |
| 25 feb. | Milan-Atalanta     | 1-1 |
| 26 feb. | Roma-Torino        | 3-2 |
| 24 feb. | Salernitana-Monza  | 0-2 |
| 24 feb. | Sassuolo-Empoli    | 2-3 |

|         | 27ª giornata        |     |
|         |                     |     |
| 3 mar.  | Atalanta-Bologna    | 1-2 |
| 3 mar.  | Empoli-Cagliari     | 0-1 |
| 3 mar.  | Frosinone-Lecce     | 1-1 |
| 4 mar.  | Inter-Genoa         | 2-1 |
| 1º mar. | Lazio-Milan         | 0-1 |
| 2 mar.  | Monza-Roma          | 1-4 |
| 3 mar.  | Napoli-Juventus     | 2-1 |
| 2 mar.  | Torino-Fiorentina   | 0-0 |
| 2 mar.  | Udinese-Salernitana | 1-1 |
| 3 mar.  | Verona-Sassuolo     | 1-0 |

|         | 28ª giornata         |     |
|         |                      |     |
| 9 mar.  | Bologna-Inter        | 0-1 |
| 9 mar.  | Cagliari-Salernitana | 4-2 |
| 10 mar. | Fiorentina-Roma      | 2-2 |
| 9 mar.  | Genoa-Monza          | 2-3 |
| 10 mar. | Juventus-Atalanta    | 2-2 |
| 11 mar. | Lazio-Udinese        | 1-2 |
| 10 mar. | Lecce-Verona         | 0-1 |
| 10 mar. | Milan-Empoli         | 1-0 |
| 8 mar.  | Napoli-Torino        | 1-1 |
| 9 mar.  | Sassuolo-Frosinone   | 1-0 |

|         | 29ª giornata        |     |
|         |                     |     |
| 2 giu.  | Atalanta-Fiorentina | 2-3 |
| 15 mar. | Empoli-Bologna      | 0-1 |
| 16 mar. | Frosinone-Lazio     | 2-3 |
| 17 mar. | Inter-Napoli        | 1-1 |
| 17 mar. | Juventus-Genoa      | 0-0 |
| 16 mar. | Monza-Cagliari      | 1-0 |
| 17 mar. | Roma-Sassuolo       | 1-0 |
| 16 mar. | Salernitana-Lecce   | 0-1 |
| 16 mar. | Udinese-Torino      | 0-2 |
| 17 mar. | Verona-Milan        | 1-3 |

|         | 28ª giornata         |     |
|         |                      |     |
| 9 mar.  | Bologna-Inter        | 0-1 |
| 9 mar.  | Cagliari-Salernitana | 4-2 |
| 10 mar. | Fiorentina-Roma      | 2-2 |
| 9 mar.  | Genoa-Monza          | 2-3 |
| 10 mar. | Juventus-Atalanta    | 2-2 |
| 11 mar. | Lazio-Udinese        | 1-2 |
| 10 mar. | Lecce-Verona         | 0-1 |
| 10 mar. | Milan-Empoli         | 1-0 |
| 8 mar.  | Napoli-Torino        | 1-1 |
| 9 mar.  | Sassuolo-Frosinone   | 1-0 |

|         | 29ª giornata        |     |
|         |                     |     |
| 2 giu.  | Atalanta-Fiorentina | 2-3 |
| 15 mar. | Empoli-Bologna      | 0-1 |
| 16 mar. | Frosinone-Lazio     | 2-3 |
| 17 mar. | Inter-Napoli        | 1-1 |
| 17 mar. | Juventus-Genoa      | 0-0 |
| 16 mar. | Monza-Cagliari      | 1-0 |
| 17 mar. | Roma-Sassuolo       | 1-0 |
| 16 mar. | Salernitana-Lecce   | 0-1 |
| 16 mar. | Udinese-Torino      | 0-2 |
| 17 mar. | Verona-Milan        | 1-3 |

|         | 30ª giornata        |     |
|         |                     |     |
| 1º apr. | Bologna-Salernitana | 3-0 |
| 1º apr. | Cagliari-Verona     | 1-1 |
| 30 mar. | Fiorentina-Milan    | 1-2 |
| 30 mar. | Genoa-Frosinone     | 1-1 |
| 1º apr. | Inter-Empoli        | 2-0 |
| 30 mar. | Lazio-Juventus      | 1-0 |
| 1º apr. | Lecce-Roma          | 0-0 |
| 30 mar. | Napoli-Atalanta     | 0-3 |
| 1º apr. | Sassuolo-Udinese    | 1-1 |
| 30 mar. | Torino-Monza        | 1-0 |

|        | 31ª giornata         |     |
|        |                      |     |
| 7 apr. | Cagliari-Atalanta    | 2-1 |
| 6 apr. | Empoli-Torino        | 3-2 |
| 7 apr. | Frosinone-Bologna    | 0-0 |
| 7 apr. | Juventus-Fiorentina  | 1-0 |
| 6 apr. | Milan-Lecce          | 3-0 |
| 7 apr. | Monza-Napoli         | 2-4 |
| 6 apr. | Roma-Lazio           | 1-0 |
| 5 apr. | Salernitana-Sassuolo | 2-2 |
| 8 apr. | Udinese-Inter        | 1-2 |
| 7 apr. | Verona-Genoa         | 1-2 |

|         | 30ª giornata        |     |
|         |                     |     |
| 1º apr. | Bologna-Salernitana | 3-0 |
| 1º apr. | Cagliari-Verona     | 1-1 |
| 30 mar. | Fiorentina-Milan    | 1-2 |
| 30 mar. | Genoa-Frosinone     | 1-1 |
| 1º apr. | Inter-Empoli        | 2-0 |
| 30 mar. | Lazio-Juventus      | 1-0 |
| 1º apr. | Lecce-Roma          | 0-0 |
| 30 mar. | Napoli-Atalanta     | 0-3 |
| 1º apr. | Sassuolo-Udinese    | 1-1 |
| 30 mar. | Torino-Monza        | 1-0 |

|        | 31ª giornata         |     |
|        |                      |     |
| 7 apr. | Cagliari-Atalanta    | 2-1 |
| 6 apr. | Empoli-Torino        | 3-2 |
| 7 apr. | Frosinone-Bologna    | 0-0 |
| 7 apr. | Juventus-Fiorentina  | 1-0 |
| 6 apr. | Milan-Lecce          | 3-0 |
| 7 apr. | Monza-Napoli         | 2-4 |
| 6 apr. | Roma-Lazio           | 1-0 |
| 5 apr. | Salernitana-Sassuolo | 2-2 |
| 8 apr. | Udinese-Inter        | 1-2 |
| 7 apr. | Verona-Genoa         | 1-2 |

|         | 32ª giornata      |     |
|         |                   |     |
| 15 apr. | Atalanta-Verona   | 2-2 |
| 13 apr. | Bologna-Monza     | 0-0 |
| 15 apr. | Fiorentina-Genoa  | 1-1 |
| 14 apr. | Inter-Cagliari    | 2-2 |
| 12 apr. | Lazio-Salernitana | 4-1 |
| 13 apr. | Lecce-Empoli      | 1-0 |
| 14 apr. | Napoli-Frosinone  | 2-2 |
| 14 apr. | Sassuolo-Milan    | 3-3 |
| 13 apr. | Torino-Juventus   | 0-0 |
| 14 apr. | Udinese-Roma      | 1-2 |

|         | 33ª giornata           |     |
|         |                        |     |
| 19 apr. | Cagliari-Juventus      | 2-2 |
| 20 apr. | Empoli-Napoli          | 1-0 |
| 19 apr. | Genoa-Lazio            | 0-1 |
| 22 apr. | Milan-Inter            | 1-2 |
| 21 apr. | Monza-Atalanta         | 1-2 |
| 22 apr. | Roma-Bologna           | 1-3 |
| 21 apr. | Salernitana-Fiorentina | 0-2 |
| 21 apr. | Sassuolo-Lecce         | 0-3 |
| 21 apr. | Torino-Frosinone       | 0-0 |
| 20 apr. | Verona-Udinese         | 1-0 |

|         | 32ª giornata      |     |
|         |                   |     |
| 15 apr. | Atalanta-Verona   | 2-2 |
| 13 apr. | Bologna-Monza     | 0-0 |
| 15 apr. | Fiorentina-Genoa  | 1-1 |
| 14 apr. | Inter-Cagliari    | 2-2 |
| 12 apr. | Lazio-Salernitana | 4-1 |
| 13 apr. | Lecce-Empoli      | 1-0 |
| 14 apr. | Napoli-Frosinone  | 2-2 |
| 14 apr. | Sassuolo-Milan    | 3-3 |
| 13 apr. | Torino-Juventus   | 0-0 |
| 14 apr. | Udinese-Roma      | 1-2 |

|         | 33ª giornata           |     |
|         |                        |     |
| 19 apr. | Cagliari-Juventus      | 2-2 |
| 20 apr. | Empoli-Napoli          | 1-0 |
| 19 apr. | Genoa-Lazio            | 0-1 |
| 22 apr. | Milan-Inter            | 1-2 |
| 21 apr. | Monza-Atalanta         | 1-2 |
| 22 apr. | Roma-Bologna           | 1-3 |
| 21 apr. | Salernitana-Fiorentina | 0-2 |
| 21 apr. | Sassuolo-Lecce         | 0-3 |
| 21 apr. | Torino-Frosinone       | 0-0 |
| 20 apr. | Verona-Udinese         | 1-0 |

|         | 34ª giornata          |     |
|         |                       |     |
| 28 apr. | Atalanta-Empoli       | 2-0 |
| 28 apr. | Bologna-Udinese       | 1-1 |
| 28 apr. | Fiorentina-Sassuolo   | 5-1 |
| 26 apr. | Frosinone-Salernitana | 3-0 |
| 29 apr. | Genoa-Cagliari        | 3-0 |
| 28 apr. | Inter-Torino          | 2-0 |
| 27 apr. | Juventus-Milan        | 0-0 |
| 27 apr. | Lazio-Verona          | 1-0 |
| 27 apr. | Lecce-Monza           | 1-1 |
| 28 apr. | Napoli-Roma           | 2-2 |

|        | 35ª giornata         |     |
|        |                      |     |
| 5 mag. | Cagliari-Lecce       | 1-1 |
| 5 mag. | Empoli-Frosinone     | 0-0 |
| 5 mag. | Milan-Genoa          | 3-3 |
| 4 mag. | Monza-Lazio          | 2-2 |
| 5 mag. | Roma-Juventus        | 1-1 |
| 6 mag. | Salernitana-Atalanta | 1-2 |
| 4 mag. | Sassuolo-Inter       | 1-0 |
| 3 mag. | Torino-Bologna       | 0-0 |
| 6 mag. | Udinese-Napoli       | 1-1 |
| 5 mag. | Verona-Fiorentina    | 2-1 |

|         | 34ª giornata          |     |
|         |                       |     |
| 28 apr. | Atalanta-Empoli       | 2-0 |
| 28 apr. | Bologna-Udinese       | 1-1 |
| 28 apr. | Fiorentina-Sassuolo   | 5-1 |
| 26 apr. | Frosinone-Salernitana | 3-0 |
| 29 apr. | Genoa-Cagliari        | 3-0 |
| 28 apr. | Inter-Torino          | 2-0 |
| 27 apr. | Juventus-Milan        | 0-0 |
| 27 apr. | Lazio-Verona          | 1-0 |
| 27 apr. | Lecce-Monza           | 1-1 |
| 28 apr. | Napoli-Roma           | 2-2 |

|        | 35ª giornata         |     |
|        |                      |     |
| 5 mag. | Cagliari-Lecce       | 1-1 |
| 5 mag. | Empoli-Frosinone     | 0-0 |
| 5 mag. | Milan-Genoa          | 3-3 |
| 4 mag. | Monza-Lazio          | 2-2 |
| 5 mag. | Roma-Juventus        | 1-1 |
| 6 mag. | Salernitana-Atalanta | 1-2 |
| 4 mag. | Sassuolo-Inter       | 1-0 |
| 3 mag. | Torino-Bologna       | 0-0 |
| 6 mag. | Udinese-Napoli       | 1-1 |
| 5 mag. | Verona-Fiorentina    | 2-1 |

|         | 36ª giornata         |     |
|         |                      |     |
| 12 mag. | Atalanta-Roma        | 2-1 |
| 13 mag. | Fiorentina-Monza     | 2-1 |
| 10 mag. | Frosinone-Inter      | 0-5 |
| 12 mag. | Genoa-Sassuolo       | 2-1 |
| 12 mag. | Juventus-Salernitana | 1-1 |
| 12 mag. | Lazio-Empoli         | 2-0 |
| 13 mag. | Lecce-Udinese        | 0-2 |
| 11 mag. | Milan-Cagliari       | 5-1 |
| 11 mag. | Napoli-Bologna       | 0-2 |
| 12 mag. | Verona-Torino        | 1-2 |

|         | 37ª giornata       |     |
|         |                    |     |
| 20 mag. | Bologna-Juventus   | 3-3 |
| 17 mag. | Fiorentina-Napoli  | 2-2 |
| 19 mag. | Inter-Lazio        | 1-1 |
| 18 mag. | Lecce-Atalanta     | 0-2 |
| 19 mag. | Monza-Frosinone    | 0-1 |
| 19 mag. | Roma-Genoa         | 1-0 |
| 20 mag. | Salernitana-Verona | 1-2 |
| 19 mag. | Sassuolo-Cagliari  | 0-2 |
| 18 mag. | Torino-Milan       | 3-1 |
| 19 mag. | Udinese-Empoli     | 1-1 |

|         | 36ª giornata         |     |
|         |                      |     |
| 12 mag. | Atalanta-Roma        | 2-1 |
| 13 mag. | Fiorentina-Monza     | 2-1 |
| 10 mag. | Frosinone-Inter      | 0-5 |
| 12 mag. | Genoa-Sassuolo       | 2-1 |
| 12 mag. | Juventus-Salernitana | 1-1 |
| 12 mag. | Lazio-Empoli         | 2-0 |
| 13 mag. | Lecce-Udinese        | 0-2 |
| 11 mag. | Milan-Cagliari       | 5-1 |
| 11 mag. | Napoli-Bologna       | 0-2 |
| 12 mag. | Verona-Torino        | 1-2 |

|         | 37ª giornata       |     |
|         |                    |     |
| 20 mag. | Bologna-Juventus   | 3-3 |
| 17 mag. | Fiorentina-Napoli  | 2-2 |
| 19 mag. | Inter-Lazio        | 1-1 |
| 18 mag. | Lecce-Atalanta     | 0-2 |
| 19 mag. | Monza-Frosinone    | 0-1 |
| 19 mag. | Roma-Genoa         | 1-0 |
| 20 mag. | Salernitana-Verona | 1-2 |
| 19 mag. | Sassuolo-Cagliari  | 0-2 |
| 18 mag. | Torino-Milan       | 3-1 |
| 19 mag. | Udinese-Empoli     | 1-1 |

| \| \| 38ª giornata \| \| \| \| \| \| \| 26 mag. \| Atalanta-Torino \| 3-0 \| \| 23 mag. \| Cagliari-Fiorentina \| 2-3 \| \| 26 mag. \| Empoli-Roma \| 2-1 \| \| 26 mag. \| Frosinone-Udinese \| 0-1 \| \| 24 mag. \| Genoa-Bologna \| 2-0 \| \| 25 mag. \| Juventus-Monza \| 2-0 \| \| 26 mag. \| Lazio-Sassuolo \| 1-1 \| \| 25 mag. \| Milan-Salernitana \| 3-3 \| \| 26 mag. \| Napoli-Lecce \| 0-0 \| \| 26 mag. \| Verona-Inter \| 2-2 \| |                     |     |
| | 38ª giornata        |     |
| |                     |     |
| 26 mag. | Atalanta-Torino     | 3-0 |
| 23 mag. | Cagliari-Fiorentina | 2-3 |
| 26 mag. | Empoli-Roma         | 2-1 |
| 26 mag. | Frosinone-Udinese   | 0-1 |
| 24 mag. | Genoa-Bologna       | 2-0 |
| 25 mag. | Juventus-Monza      | 2-0 |
| 26 mag. | Lazio-Sassuolo      | 1-1 |
| 25 mag. | Milan-Salernitana   | 3-3 |
| 26 mag. | Napoli-Lecce        | 0-0 |
| 26 mag. | Verona-Inter        | 2-2 |

|         | 38ª giornata        |     |
|         |                     |     |
| 26 mag. | Atalanta-Torino     | 3-0 |
| 23 mag. | Cagliari-Fiorentina | 2-3 |
| 26 mag. | Empoli-Roma         | 2-1 |
| 26 mag. | Frosinone-Udinese   | 0-1 |
| 24 mag. | Genoa-Bologna       | 2-0 |
| 25 mag. | Juventus-Monza      | 2-0 |
| 26 mag. | Lazio-Sassuolo      | 1-1 |
| 25 mag. | Milan-Salernitana   | 3-3 |
| 26 mag. | Napoli-Lecce        | 0-0 |
| 26 mag. | Verona-Inter        | 2-2 |

## Statistiche

### Squadre

#### Capoliste solitarie
|    | —— | —— | ——    | ——    | —— | —— | ——  | ——    | ——    | ——    | ——    | ——    | ——    | ——    | ——    | ——    | ——    | ——    | ——    | ——  | ——    | ——    | ——    | ——    | ——    | ——    | ——    | ——    | ——    | ——    | ——    | ——    | ——    | ——    | ——    | ——    | ——    | —— |  |
|    |    |    | Inter | Inter |    |    | Mil | Inter | Inter | Inter | Inter | Inter | Inter | Inter | Inter | Inter | Inter | Inter | Inter | Juv | Inter | Inter | Inter | Inter | Inter | Inter | Inter | Inter | Inter | Inter | Inter | Inter | Inter | Inter | Inter | Inter | Inter |    |  |
|    |    |    |       |       |    |    |     |       |       |       |       |       |       |       |       |       |       |       |       |     |       |       |       |       |       |       |       |       |       |       |       |       |       |       |       |       |       |    |  |
|    |    |    |       |       |    |    |     |       |       |       |       |       |       |       |       |       |       |       |       |     |       |       |       |       |       |       |       |       |       |       |       |       |       |       |       |       |       |    |  |
| 1ª | 2ª | 3ª | 4ª    | 5ª    | 6ª | 7ª | 8ª  | 9ª    | 10ª   | 11ª   | 12ª   | 13ª   | 14ª   | 15ª   | 16ª   | 17ª   | 18ª   | 19ª   | 20ª   | 21ª | 22ª   | 23ª   | 24ª   | 25ª   | 26ª   | 27ª   | 28ª   | 29ª   | 30ª   | 31ª   | 32ª   | 33ª   | 34ª   | 35ª   | 36ª   | 37ª   | 38ª   |    |  |

#### Classifica in divenire
|             | 1ª | 2ª | 3ª | 4ª | 5ª | 6ª | 7ª | 8ª | 9ª | 10ª | 11ª | 12ª | 13ª | 14ª | 15ª | 16ª | 17ª | 18ª | 19ª | 20ª | 21ª | 22ª | 23ª | 24ª | 25ª | 26ª | 27ª | 28ª | 29ª | 30ª | 31ª | 32ª | 33ª | 34ª | 35ª | 36ª | 37ª | 38ª |
|             |    |    |    |    |    |    |    |    |    |     |     |     |     |     |     |     |     |     |     |     |     |     |     |     |     |     |     |     |     |     |     |     |     |     |     |     |     |     |
| ----------- | -- | -- | -- | -- | -- | -- | -- | -- | -- | --- | --- | --- | --- | --- | --- | --- | --- | --- | --- | --- | --- | --- | --- | --- | --- | --- | --- | --- | --- | --- | --- | --- | --- | --- | --- | --- | --- | --- |
| Atalanta    | 3  | 3  | 6  | 6  | 9  | 12 | 13 | 13 | 16 | 19  | 19  | 20  | 20  | 20  | 23  | 26  | 26  | 29  | 30  | 33  | 33  | 36  | 39  | 42  | 45  | 46  | 46  | 47  | 47  | 50  | 50  | 51  | 54  | 57  | 60  | 63  | 66  | 69  |
| Bologna     | 0  | 1  | 4  | 5  | 6  | 7  | 10 | 11 | 14 | 15  | 18  | 18  | 21  | 22  | 25  | 28  | 31  | 31  | 32  | 32  | 32* | 33  | 36  | 39  | 45* | 48  | 51  | 51  | 54  | 57  | 58  | 59  | 62  | 63  | 64  | 67  | 68  | 68  |
| Cagliari    | 1  | 1  | 1  | 2  | 2  | 2  | 2  | 2  | 3  | 6   | 9   | 9   | 10  | 10  | 13  | 13  | 13  | 14  | 15  | 18  | 18  | 18  | 18  | 18  | 19  | 20  | 23  | 26  | 26  | 27  | 30  | 31  | 32  | 32  | 33  | 33  | 36  | 36  |
| Empoli      | 0  | 0  | 0  | 0  | 0  | 3  | 3  | 4  | 7  | 7   | 7   | 10  | 10  | 11  | 12  | 12  | 12  | 13  | 13  | 13  | 16  | 17  | 18  | 21  | 22  | 25  | 25  | 25  | 25  | 25  | 28  | 28  | 31  | 31  | 32  | 32  | 33  | 36  |
| Fiorentina  | 3  | 4  | 4  | 7  | 10 | 11 | 14 | 17 | 17 | 17  | 17  | 20  | 20  | 23  | 24  | 27  | 30  | 33  | 33  | 34  | 34  | 34  | 34  | 37  | 38  | 41  | 42  | 43  | 43* | 43  | 43  | 44  | 47  | 50  | 50  | 53  | 54  | 60* |
| Frosinone   | 0  | 3  | 4  | 7  | 8  | 9  | 9  | 12 | 12 | 12  | 15  | 15  | 18  | 18  | 19  | 19  | 19  | 19  | 19  | 19  | 22  | 23  | 23  | 23  | 23  | 23  | 24  | 24  | 24  | 25  | 26  | 27  | 28  | 31  | 32  | 32  | 35  | 35  |
| Genoa       | 0  | 3  | 3  | 4  | 4  | 7  | 8  | 8  | 8  | 11  | 11  | 14  | 14  | 15  | 15  | 16  | 19  | 20  | 21  | 22  | 25  | 28  | 29  | 29  | 30  | 33  | 33  | 33  | 34  | 35  | 38  | 39  | 39  | 42  | 43  | 46  | 46  | 49  |
| Inter       | 3  | 6  | 9  | 12 | 15 | 15 | 18 | 19 | 22 | 25  | 28  | 31  | 32  | 35  | 38  | 41  | 44  | 45  | 48  | 51  | 51* | 54  | 57  | 60  | 63  | 66  | 72* | 75  | 76  | 79  | 82  | 83  | 86  | 89  | 89  | 92  | 93  | 94  |
| Juventus    | 3  | 4  | 7  | 10 | 10 | 13 | 14 | 17 | 20 | 23  | 26  | 29  | 30  | 33  | 36  | 37  | 40  | 43  | 46  | 49  | 52  | 53  | 53  | 53  | 54  | 57  | 57  | 58  | 59  | 59  | 62  | 63  | 64  | 65  | 66  | 67  | 68  | 71  |
| Lazio       | 0  | 0  | 3  | 3  | 4  | 7  | 7  | 10 | 13 | 16  | 16  | 17  | 17  | 20  | 21  | 21  | 24  | 27  | 30  | 33  | 33* | 34  | 34  | 37  | 37  | 40* | 40  | 40  | 43  | 46  | 46  | 49  | 52  | 55  | 56  | 59  | 60  | 61  |
| Lecce       | 3  | 4  | 7  | 8  | 11 | 11 | 11 | 12 | 13 | 13  | 13  | 14  | 15  | 16  | 17  | 20  | 20  | 20  | 21  | 21  | 21  | 21  | 24  | 24  | 24  | 24  | 25  | 25  | 28  | 29  | 29  | 32  | 35  | 36  | 37  | 37  | 37  | 38  |
| Milan       | 3  | 6  | 9  | 9  | 12 | 15 | 18 | 21 | 21 | 22  | 22  | 23  | 26  | 29  | 29  | 32  | 33  | 36  | 39  | 42  | 45  | 46  | 49  | 52  | 52  | 53  | 56  | 59  | 62  | 65  | 68  | 69  | 69  | 70  | 71  | 74  | 74  | 75  |
| Monza       | 0  | 3  | 3  | 4  | 5  | 6  | 9  | 12 | 12 | 13  | 16  | 17  | 18  | 18  | 21  | 21  | 21  | 22  | 25  | 25  | 25  | 28  | 29  | 30  | 33  | 36  | 36  | 39  | 42  | 42  | 42  | 43  | 43  | 44  | 45  | 45  | 45  | 45  |
| Napoli      | 3  | 6  | 6  | 7  | 8  | 11 | 14 | 14 | 17 | 18  | 21  | 21  | 24  | 24  | 24  | 27  | 27  | 28  | 28  | 31  | 31* | 32  | 35  | 35  | 36  | 37  | 43* | 44  | 45  | 45  | 48  | 49  | 49  | 50  | 51  | 51  | 52  | 53  |
| Roma        | 1  | 1  | 1  | 4  | 5  | 5  | 8  | 11 | 14 | 14  | 17  | 18  | 21  | 24  | 25  | 25  | 28  | 28  | 29  | 29  | 32  | 35  | 38  | 38  | 41  | 44  | 47  | 48  | 51  | 52  | 55  | 55* | 55  | 59* | 60  | 60  | 63  | 63  |
| Salernitana | 1  | 2  | 2  | 2  | 3  | 3  | 3  | 3  | 4  | 4   | 4   | 5   | 8   | 8   | 8   | 8   | 9   | 12  | 12  | 12  | 12  | 12  | 13  | 13  | 13  | 13  | 14  | 14  | 14  | 14  | 15  | 15  | 15  | 15  | 15  | 16  | 16  | 17  |
| Sassuolo    | 0  | 0  | 3  | 3  | 6  | 9  | 9  | 10 | 10 | 11  | 11  | 12  | 15  | 15  | 15  | 16  | 16  | 16  | 19  | 19  | 19  | 19  | 19  | 20  | 20  | 20  | 20  | 23  | 23  | 24  | 25  | 26  | 26  | 26  | 29  | 29  | 29  | 30  |
| Torino      | 1  | 1  | 4  | 7  | 8  | 8  | 9  | 9  | 9  | 12  | 15  | 16  | 16  | 19  | 20  | 23  | 24  | 24  | 27  | 28  | 28  | 31  | 32  | 33  | 36  | 36  | 37  | 38  | 41  | 44  | 44  | 45  | 46  | 46  | 47  | 50  | 53  | 53  |
| Udinese     | 0  | 1  | 2  | 3  | 3  | 3  | 4  | 5  | 6  | 7   | 10  | 11  | 11  | 12  | 12  | 13  | 14  | 17  | 17  | 18  | 18  | 18  | 19  | 22  | 23  | 23  | 24  | 27  | 27  | 28  | 28  | 28* | 28  | 29* | 30  | 33  | 34  | 37  |
| Verona      | 3  | 6  | 6  | 7  | 7  | 7  | 8  | 8  | 8  | 8   | 8   | 8   | 9   | 10  | 11  | 11  | 14  | 14  | 14  | 17  | 17  | 18  | 18  | 19  | 20  | 20  | 23  | 26  | 26  | 27  | 27  | 28  | 31  | 31  | 34  | 34  | 37  | 38  |

NOTA: l'asterisco indica che l'incontro è stato rinviato o sospeso ed è presente sia in corrispondenza del turno rinviato sia in corrispondenza del turno immediatamente successivo al recupero: esso serve a segnalare che, nella stessa giornata successiva al recupero, la formazione vincente dispone di un punteggio maggiore. L'asterisco non compare con la squadra che esce sconfitta dal recupero (né in corrispondenza del rinvio, né per il recupero stesso), invece è da usare con entrambe le squadre se il recupero termina con un pareggio: in caso di pareggio o vittoria nella partita del recupero, può comportare un incremento potenziale "anomalo" (cioè di 2 punti o superiore ai 3 punti) nella giornata seguente dove il punteggio terrà conto di entrambe le partite (quella recuperata nel turno precedente e quella regolarmente giocata nel turno successivo: pareggio-pareggio = 2 punti; pareggio-vittoria o vittoria-pareggio = 4 punti; vittoria-vittoria = 6 punti).

#### Classifiche di rendimento

##### Rendimento andata-ritorno
| Andata      | Andata | Ritorno     | Ritorno |
|             |        |             |         |
| Inter       | 48     | Inter       | 46      |
| Juventus    | 46     | Atalanta    | 39      |
| Milan       | 39     | Bologna     | 36      |
| Fiorentina  | 33     | Milan       | 36      |
| Bologna     | 32     | Roma        | 34      |
| Lazio       | 30     | Lazio       | 31      |
| Atalanta    | 30     | Genoa       | 28      |
| Roma        | 29     | Fiorentina  | 27      |
| Napoli      | 28     | Torino      | 26      |
| Torino      | 27     | Juventus    | 25      |
| Monza       | 25     | Napoli      | 25      |
| Lecce       | 21     | Empoli      | 24      |
| Genoa       | 21     | Verona      | 24      |
| Frosinone   | 19     | Cagliari    | 21      |
| Sassuolo    | 19     | Monza       | 20      |
| Udinese     | 17     | Udinese     | 20      |
| Cagliari    | 15     | Lecce       | 17      |
| Verona      | 14     | Frosinone   | 16      |
| Empoli      | 13     | Sassuolo    | 11      |
| Salernitana | 12     | Salernitana | 5       |

##### Rendimento casa-trasferta
| Casa        | Casa | Trasferta   | Trasferta |
|             |      |             |           |
| Inter       | 46   | Inter       | 48        |
| Bologna     | 41   | Milan       | 35        |
| Atalanta    | 41   | Juventus    | 31        |
| Juventus    | 40   | Atalanta    | 28        |
| Milan       | 40   | Napoli      | 28        |
| Roma        | 40   | Bologna     | 27        |
| Fiorentina  | 35   | Lazio       | 27        |
| Lazio       | 34   | Fiorentina  | 25        |
| Torino      | 33   | Roma        | 23        |
| Genoa       | 30   | Udinese     | 23        |
| Cagliari    | 25   | Monza       | 21        |
| Frosinone   | 25   | Torino      | 20        |
| Napoli      | 25   | Genoa       | 19        |
| Lecce       | 24   | Empoli      | 16        |
| Monza       | 24   | Verona      | 15        |
| Verona      | 24   | Lecce       | 14        |
| Empoli      | 20   | Cagliari    | 11        |
| Sassuolo    | 20   | Frosinone   | 10        |
| Udinese     | 14   | Sassuolo    | 10        |
| Salernitana | 8    | Salernitana | 9         |

#### Primati stagionali
Squadre
- Maggior numero di vittorie: Inter (29)
- Maggior numero di pareggi: Udinese (19)
- Maggior numero di sconfitte: Salernitana (25)
- Minor numero di vittorie: Salernitana (2)
- Minor numero di pareggi: Atalanta (6)
- Minor numero di sconfitte: Inter (2)
- Miglior attacco: Inter (89 gol fatti)
- Peggior attacco: Empoli (29 gol fatti)
- Miglior difesa: Inter (22 gol subìti)
- Peggior difesa: Salernitana (81 gol subìti)
- Miglior differenza reti: Inter (+67)
- Peggior differenza reti: Salernitana (-49)
- Miglior serie positiva: Inter (28, 7ª-34ª giornata)
- Peggior serie negativa: Empoli (5, 1ª-5ª giornata) e Frosinone (5, 16ª-20ª giornata)
- Maggior numero di vittorie consecutive: Inter (10, 19ª-28ª giornata)
- Maggior numero di pareggi consecutivi: Juventus (6, 32ª-37ª giornata)

Partite
- Partita con più gol: Roma-Empoli 7-0 (7, 4ª giornata), Cagliari-Frosinone 4-3 (7, 10ª giornata), Empoli-Sassuolo 3-4 (7, 13ª giornata) e Sassuolo-Napoli 1-6 (7, 21ª giornata)
- Pareggio con più gol: Udinese-Verona 3-3 (6, 14ª giornata), Sassuolo-Milan 3-3 (6, 32ª giornata), Milan-Genoa 3-3 (6, 35ª giornata), Bologna-Juventus 3-3 (6, 37ª giornata) e Milan-Salernitana 3-3 (6, 38ª giornata)
- Maggior scarto di gol: Roma-Empoli 7-0 (7, 4ª giornata)
- Maggior numero di reti in una giornata: 37 (4ª giornata)
- Minor numero di reti in una giornata: 14 (18ª giornata)
- Maggior numero di espulsioni in una giornata: 6 (15ª giornata)
- Maggior numero di pareggi in una giornata: 7 (32ª e 35ª giornata)

### Individuali

#### Classifica marcatori
| Gol | Rigori |  | Giocatore              | Squadra                   |
| --- | ------ |  | ---------------------- | ------------------------- |
| 24  | 2      |  | Lautaro Martínez       | Inter                     |
| 16  | 2      |  | Dušan Vlahović         | Juventus                  |
| 15  | 3      |  | Victor Osimhen         | Napoli                    |
| 15  | 4      |  | Olivier Giroud         | Milan                     |
| 14  | 4      |  | Albert Guðmundsson     | Genoa                     |
| 13  |        |  | Romelu Lukaku          | Roma                      |
| 13  |        |  | Marcus Thuram          | Inter                     |
| 13  |        |  | Duván Zapata           | Atalanta (1), Torino (12) |
| 13  | 7      |  | Paulo Dybala           | Roma                      |
| 13  | 10     |  | Hakan Çalhanoğlu       | Inter                     |
| 12  |        |  | Christian Pulisic      | Milan                     |
| 12  |        |  | Gianluca Scamacca      | Atalanta                  |
| 12  | 1      |  | Nicolás González       | Fiorentina                |
| 12  | 2      |  | Teun Koopmeiners       | Atalanta                  |
| 11  |        |  | Ademola Lookman        | Atalanta                  |
| 11  |        |  | Khvicha K'varatskhelia | Napoli                    |
| 11  | 2      |  | Joshua Zirkzee         | Bologna                   |
| 11  | 2      |  | Andrea Pinamonti       | Sassuolo                  |
| 11  | 5      |  | Matías Soulé           | Frosinone                 |

#### MVP del mese
Di seguito i vincitori.
| Mese      | Giocatore          | Squadra  |
| --------- | ------------------ | -------- |
| Settembre | Rafael Leão        | Milan    |
| Ottobre   | Lautaro Martínez   | Inter    |
| Novembre  | Paulo Dybala       | Roma     |
| Dicembre  | Christian Pulisic  | Milan    |
| Gennaio   | Dušan Vlahović     | Juventus |
| Febbraio  | Paulo Dybala       | Roma     |
| Marzo     | Alessandro Bastoni | Inter    |
| Aprile    | Paulo Dybala       | Roma     |
| Maggio    | Riccardo Calafiori | Bologna  |

#### MVC del mese
Di seguito i vincitori.
| Mese      | Allenatore           | Squadra    |
| --------- | -------------------- | ---------- |
| Agosto    | Roberto D'Aversa     | Lecce      |
| Settembre | Alessio Dionisi      | Sassuolo   |
| Ottobre   | Simone Inzaghi       | Inter      |
| Novembre  | Massimiliano Allegri | Juventus   |
| Dicembre  | Vincenzo Italiano    | Fiorentina |
| Gennaio   | Simone Inzaghi       | Inter      |
| Febbraio  | Thiago Motta         | Bologna    |
| Marzo     | Thiago Motta         | Bologna    |
| Aprile    | Simone Inzaghi       | Inter      |
| Maggio    | Gian Piero Gasperini | Atalanta   |

#### Gol del mese
Di seguito i vincitori. La rete premiata con il riconoscimento Serie A Goal of the Season è evidenziata in giallo.
| Mese      | Giocatore              | Squadra     |
| --------- | ---------------------- | ----------- |
| Settembre | Marcus Thuram          | Inter       |
| Ottobre   | Gianluca Scamacca      | Atalanta    |
| Novembre  | Federico Dimarco       | Inter       |
| Dicembre  | Cyril Ngonge           | Verona      |
| Gennaio   | Antonio Candreva       | Salernitana |
| Febbraio  | Michael Folorunsho     | Verona      |
| Marzo     | Dany Mota              | Monza       |
| Aprile    | Matteo Politano        | Napoli      |
| Maggio    | Khvicha K'varatskhelia | Napoli      |

#### Premi individuali della Lega Serie A
Di seguito i vincitori.
| Premio                     | Giocatore           | Squadra  |
| -------------------------- | ------------------- | -------- |
| Miglior Under 23           | Joshua Zirkzee      | Bologna  |
| Miglior portiere           | Michele Di Gregorio | Monza    |
| Miglior difensore          | Alessandro Bastoni  | Inter    |
| Miglior centrocampista     | Hakan Çalhanoğlu    | Inter    |
| Miglior attaccante         | Dušan Vlahović      | Juventus |
| Miglior giocatore          | Lautaro Martínez    | Inter    |
| Miglior allenatore         | Simone Inzaghi      | Inter    |
| Miglior terreno di gioco   | Juventus Stadium    | Juventus |
| Miglior gesto di fair play | Alessandro Florenzi | Milan    |